# Ophiacantha
Genre
Ophiacantha est un genre d'ophiures de la famille des Ophiacanthidae. 

## Caractéristiques
Ce sont des ophiures régulières, habituellement pourvues de 5 bras longs et grêles. 
Le disque central est arrondi, composé de plaques plus ou moins visibles, et généralement couvert de petits piquants (qui peuvent dissimuler les limites de plaques et des boucliers dorsaux). Les bras sont anguleux et cassants, souvent distinctement segmentés, et pourvus d'épines plus ou moins longues (parfois elles-mêmes épineuses). 
L'apex de chacune des 5 mâchoires est terminé par une unique papille pointue, bordée de chaque côté de 3 ou plus papilles orales. 

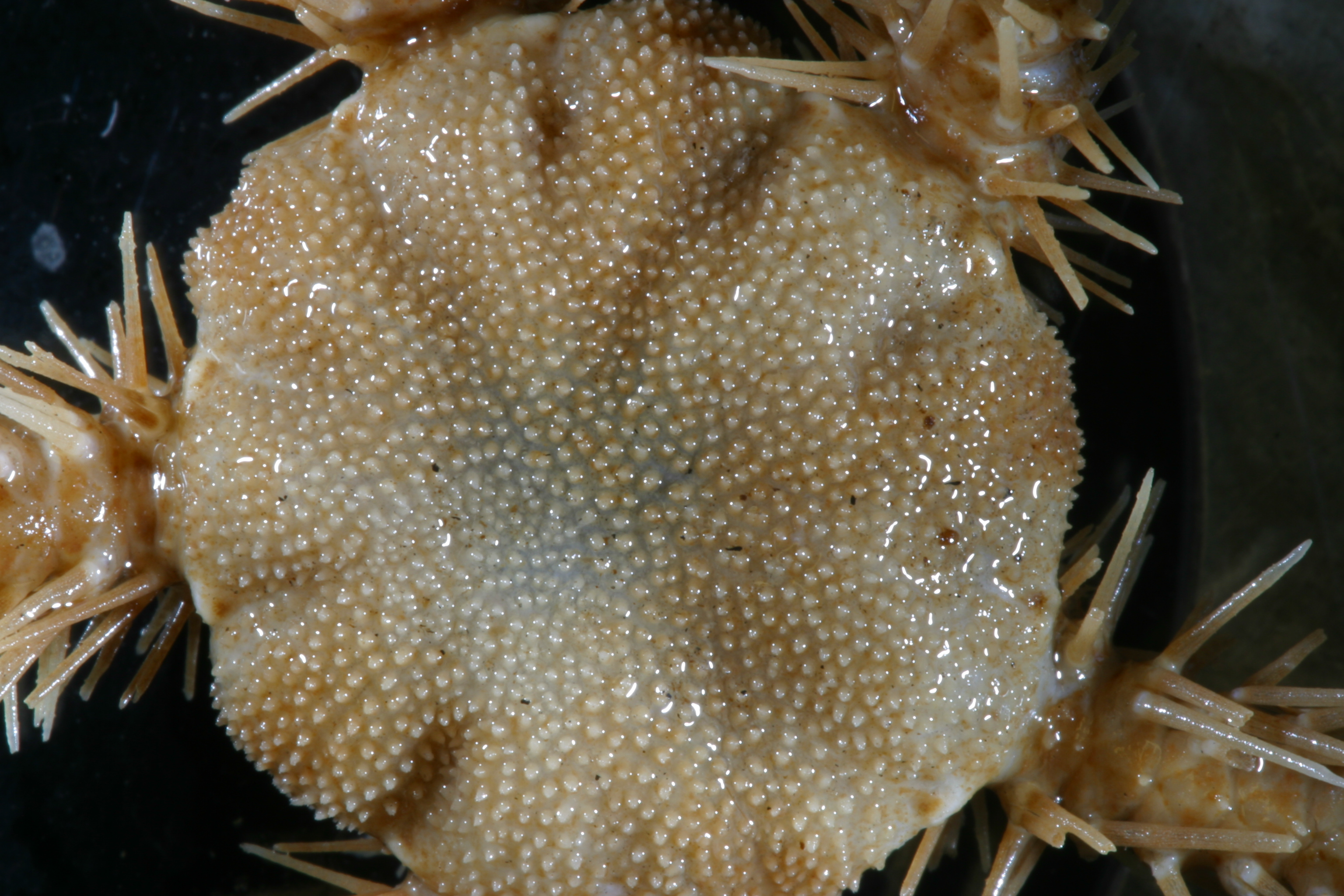
Détail du disque d'une Ophiacantha bidentata
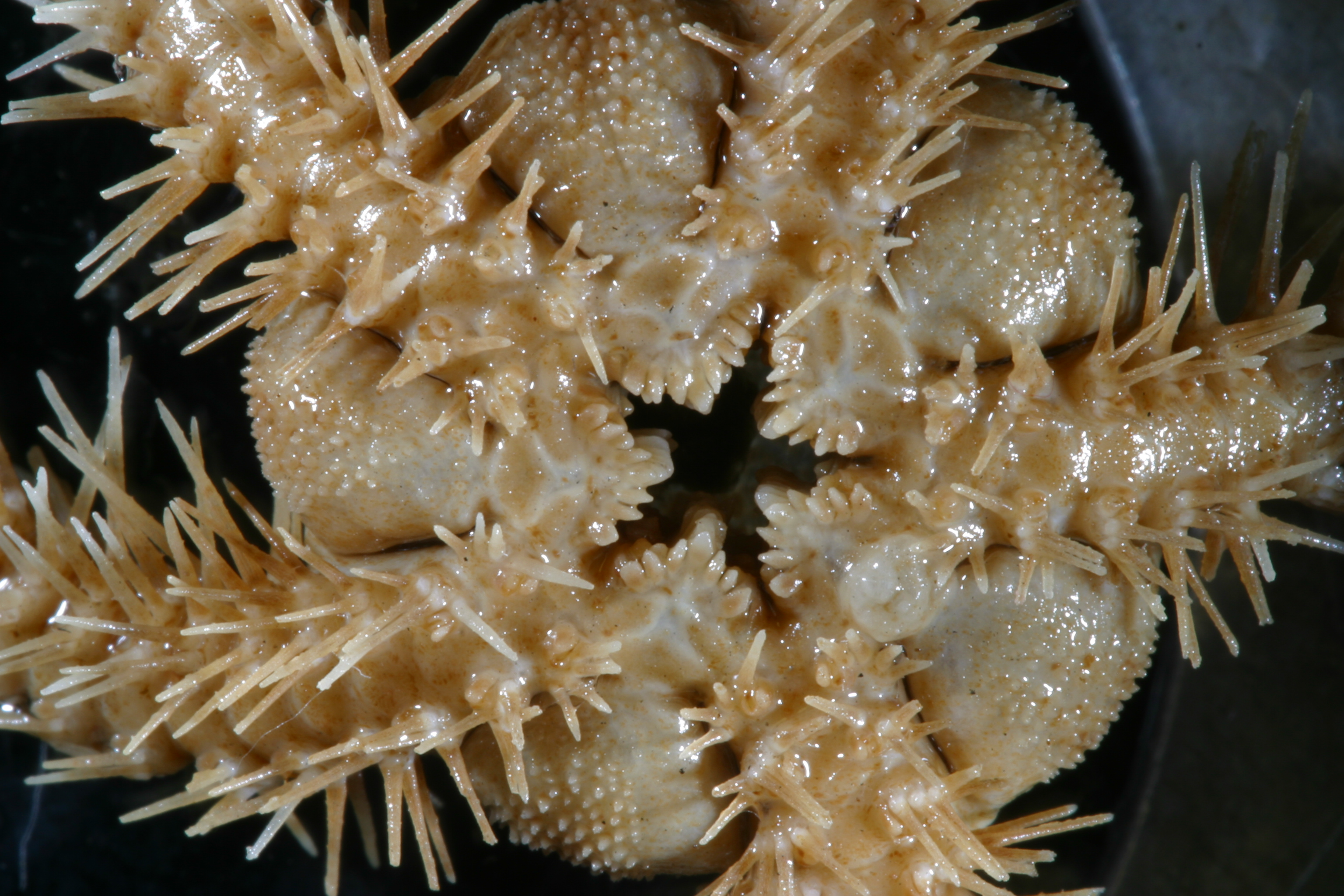
Face orale et bouche.
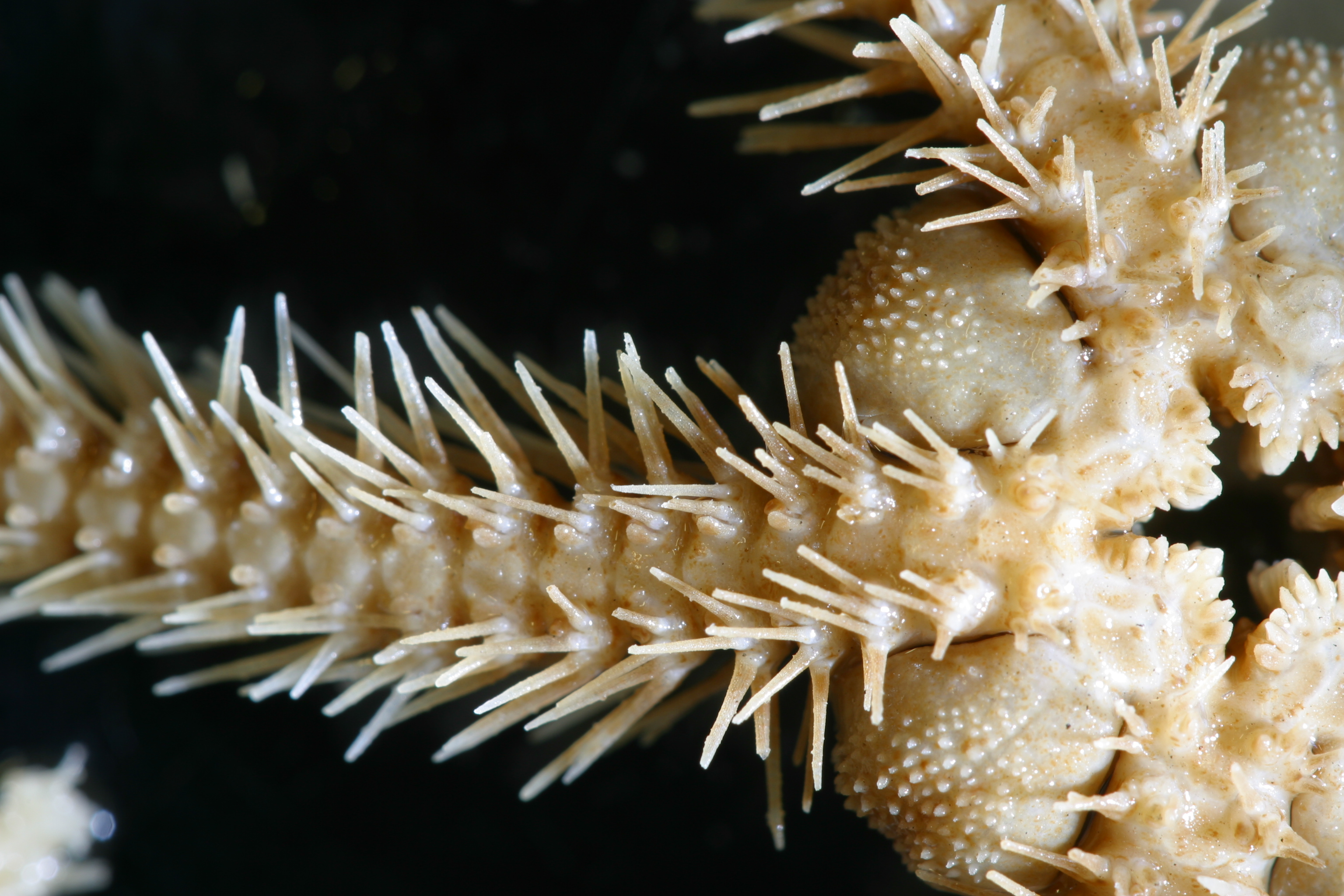
Face orale d'un bras.
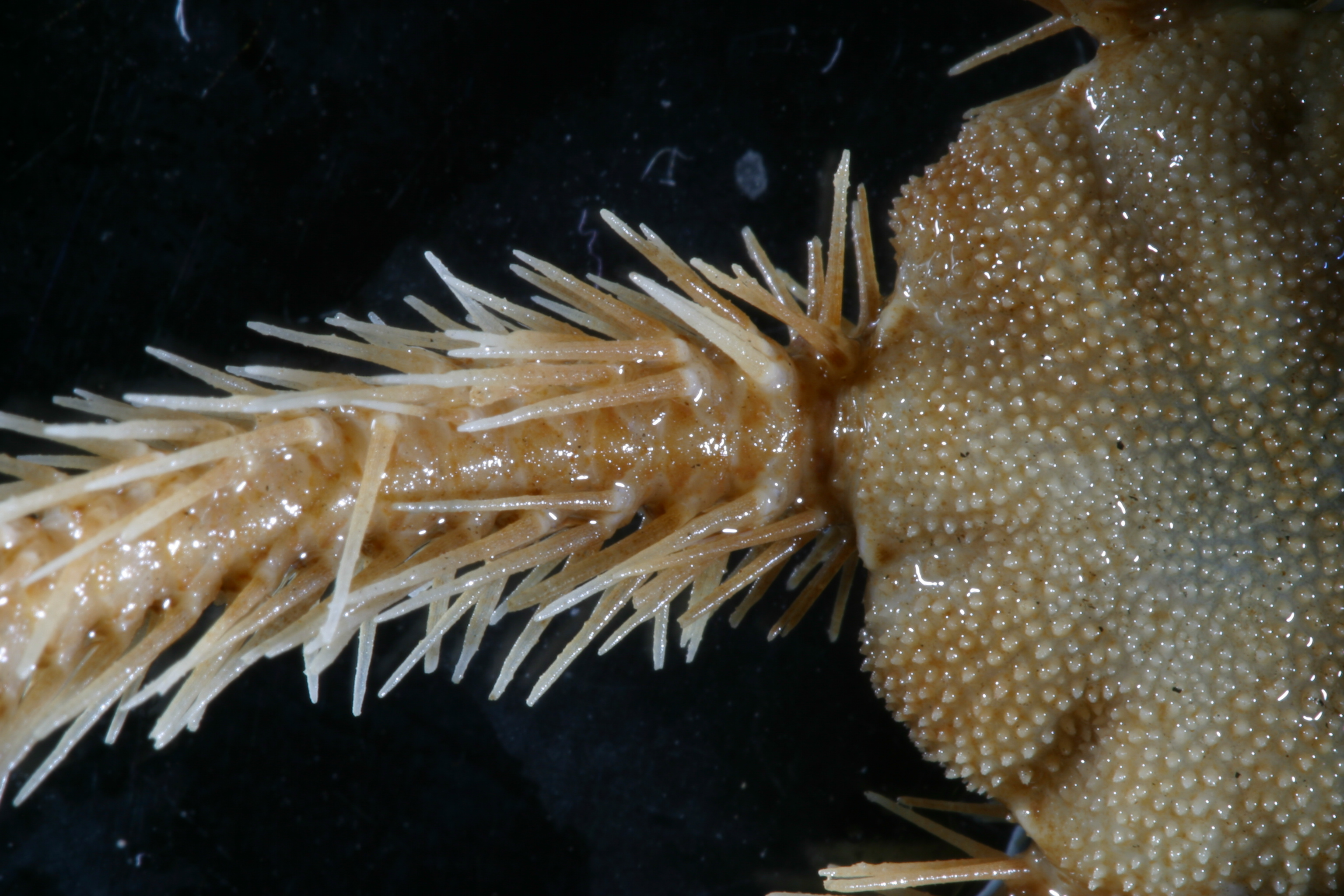
Face dorsale d'un bras.

## Liste des espèces

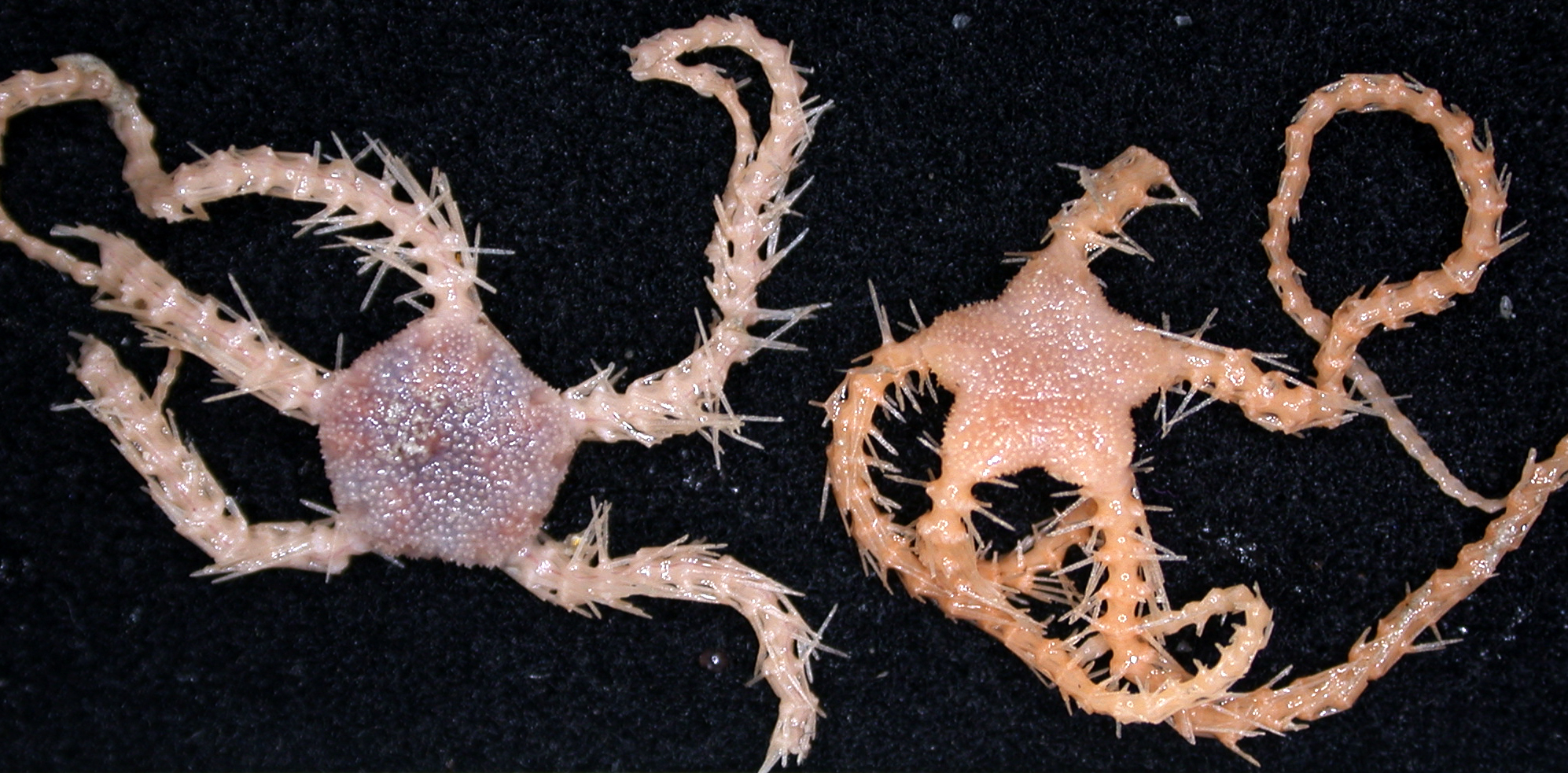
Des Ophiacantha abyssales de Tasmanie.

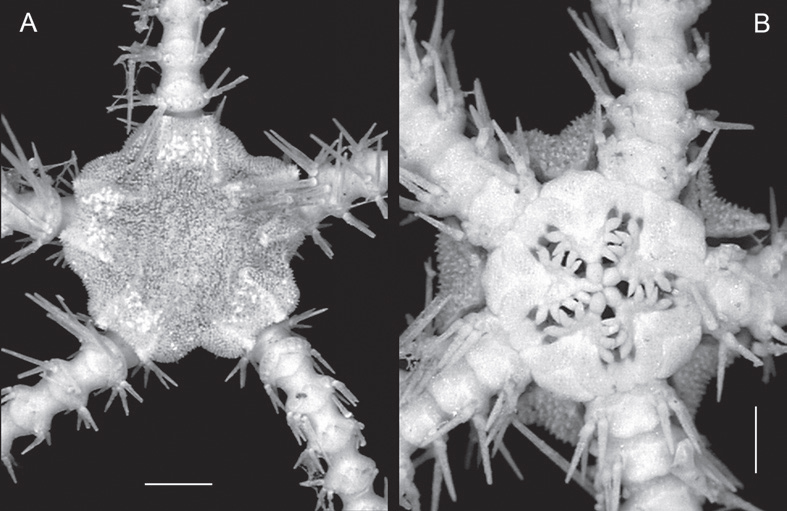
Ophiacantha pentacrinus

Selon World Register of Marine Species (26 novembre 2014), ce genre comporte 135 espèces recensées :
- Ophiacantha abyssa Kyte, 1982
- Ophiacantha abyssicola G.O. Sars, 1871
- Ophiacantha acanthinotata H.L. Clark, 1911
- Ophiacantha aculeata Verrill, 1885
- Ophiacantha adiaphora H.L. Clark, 1911
- Ophiacantha aenigmatica Matsumoto, 1917
- Ophiacantha alternata A.M. Clark, 1966
- Ophiacantha angolensis Koehler, 1923
- Ophiacantha antarctica Koehler, 1900
- Ophiacantha aspera Lyman, 1878
- Ophiacantha aster Nethupul, Stöhr & Zhang, 2022
- Ophiacantha atopostoma H.L. Clark, 1911
- Ophiacantha baccata Mortensen, 1933
- Ophiacantha bathybia H.L. Clark, 1911
- Ophiacantha benigna Koehler, 1922
- Ophiacantha bidentata (Bruzelius, 1805)
- Ophiacantha brachygnatha H.L. Clark, 1928
- Ophiacantha brasiliensis Tommasi & Abreu, 1974
- Ophiacantha brevispina Koehler, 1898
- Ophiacantha clavigera Koehler, 1907
- Ophiacantha clypeata Kyte, 1977
- Ophiacantha composita Koehler, 1897
- Ophiacantha contigua Lütken & Mortensen, 1899
- Ophiacantha cornuta Lyman, 1878
- Ophiacantha cosmica Lyman, 1878
- Ophiacantha costata Lütken & Mortensen, 1899
- Ophiacantha crassidens Verrill, 1885
- Ophiacantha curima Clark, 1915
- Ophiacantha cyrena A.H. Clark, 1916
- Ophiacantha dallasii Duncan, 1879
- Ophiacantha decaactis Belyaev & 1976
- Ophiacantha densa Farran, 1913
- Ophiacantha deruens Koehler, 1907
- Ophiacantha diplasia H.L. Clark, 1911
- Ophiacantha duplex Koehler, 1897
- Ophiacantha echinulata Lyman, 1878
- Ophiacantha enneactis H.L. Clark, 1911
- Ophiacantha enopla Verrill, 1885
- Ophiacantha eurypoma H.L. Clark, 1911
- Ophiacantha eurythyra H.L. Clark, 1935
- Ophiacantha exilis (Koehler, 1922)
- Ophiacantha fidelis (Koehler, 1930)
- Ophiacantha fosteri Chapman, 1934
- Ophiacantha fraterna Verrill, 1885
- Ophiacantha frigida Koehler, 1908
- Ophiacantha funebris (Koehler, 1930)
- Ophiacantha fuscina O'Hara & Stöhr, 2006
- Ophiacantha granulifera Verrill, 1885
- Ophiacantha helenae Mortensen, 1933
- Ophiacantha heterotyla H.L. Clark, 1909
- Ophiacantha hirta Lütken & Mortensen, 1899
- Ophiacantha hospes Koehler, 1930
- Ophiacantha imago Lyman, 1878
- Ophiacantha inconspicua Lütken & Mortensen, 1899
- Ophiacantha indica Ljungman, 1867
- Ophiacantha iquiquensis Castillo-Alácon, 1968
- Ophiacantha jaegeri Thuy, 2013
- Ophiacantha languida (Koehler, 1904)
- Ophiacantha lasia H.L. Clark, 1915
- Ophiacantha legata Koehler, 1922
- Ophiacantha lepidota H.L. Clark, 1911
- Ophiacantha levis (Koehler, 1914)
- Ophiacantha levispina Lyman, 1878
- Ophiacantha liesbergensis Hess, 1963
- Ophiacantha linea Shin & Rho, 1989
- Ophiacantha lineata Koehler, 1896
- Ophiacantha longidens Lyman, 1878
- Ophiacantha longispina Stöhr & Segonzac, 2005
- Ophiacantha lophobrachia H.L. Clark, 1911
- Ophiacantha macrarthra H.L. Clark, 1911
- Ophiacantha marsupialis Lyman, 1875
- Ophiacantha mesembria H.L. Clark, 1915
- Ophiacantha metallacta H.L. Clark, 1915
- Ophiacantha moniliformis Lütken & Mortensen, 1899
- Ophiacantha nerthepsila H.L. Clark, 1923
- Ophiacantha nitens Mortensen, 1933
- Ophiacantha nutrix Baranova, 1955
- Ophiacantha omoplata H.L. Clark, 1911
- Ophiacantha opulenta Koehler, 1908
- Ophiacantha otagoensis Fell, 1958
- Ophiacantha pacata Koehler, 1922
- Ophiacantha pacifica Lütken & Mortensen, 1899
- Ophiacantha paramedea Hertz, 1926
- Ophiacantha parasema H.L. Clark, 1923
- Ophiacantha pentacrinus Lütken, 1869
- Ophiacantha pentagona Koehler, 1897
- Ophiacantha phragma Ziesenhenne, 1940
- Ophiacantha placida (Koehler, 1904)
- Ophiacantha prionota H.L. Clark, 1911
- Ophiacantha prolata Mortensen, 1933
- Ophiacantha pyriformis Ziesenhenne, 1937
- Ophiacantha quadrispina H.L. Clark, 1917
- Ophiacantha reginae Thuy, 2013
- Ophiacantha renekoehleri O'Hara & Stöhr, 2006
- Ophiacantha rhachophora H.L. Clark, 1911
- Ophiacantha richeri O'Hara & Stöhr, 2006
- Ophiacantha savagica Tommasi, 1976
- Ophiacantha scutata Lyman, 1878
- Ophiacantha scutigera Mortensen, 1933
- Ophiacantha sentosa Lyman, 1878
- Ophiacantha serrata Lyman, 1878
- Ophiacantha setosa (Bruzelius, 1805)
- Ophiacantha severa Koehler, 1922
- Ophiacantha shepherdi Baker & Devaney, 1981
- Ophiacantha similis A.H. Clark, 1916
- Ophiacantha simulans Koehler, 1895
- Ophiacantha smitti Ljungman, 1872
- Ophiacantha sociabilis Koehler, 1897
- Ophiacantha sollicita Koehler, 1922
- Ophiacantha spinifera Lütken & Mortensen, 1899
- Ophiacantha spinosella Mortensen, 1933
- Ophiacantha steffenschneideri Thuy, 2013
- Ophiacantha stellata Lyman, 1875
- Ophiacantha striolata Mortensen, 1933
- Ophiacantha trachyacantha Djakonov, 1954
- Ophiacantha trachybactra H.L. Clark, 1911
- Ophiacantha trivialis Mortensen, 1933
- Ophiacantha vagans Koehler, 1898
- Ophiacantha varispina Verrill, 1885
- Ophiacantha vepratica Lyman, 1878
- Ophiacantha veterna Koehler, 1907
- Ophiacantha vilis Mortensen, 1924
- Ophiacantha vorax Koehler, 1897

Ophiacantha angolensis inermis
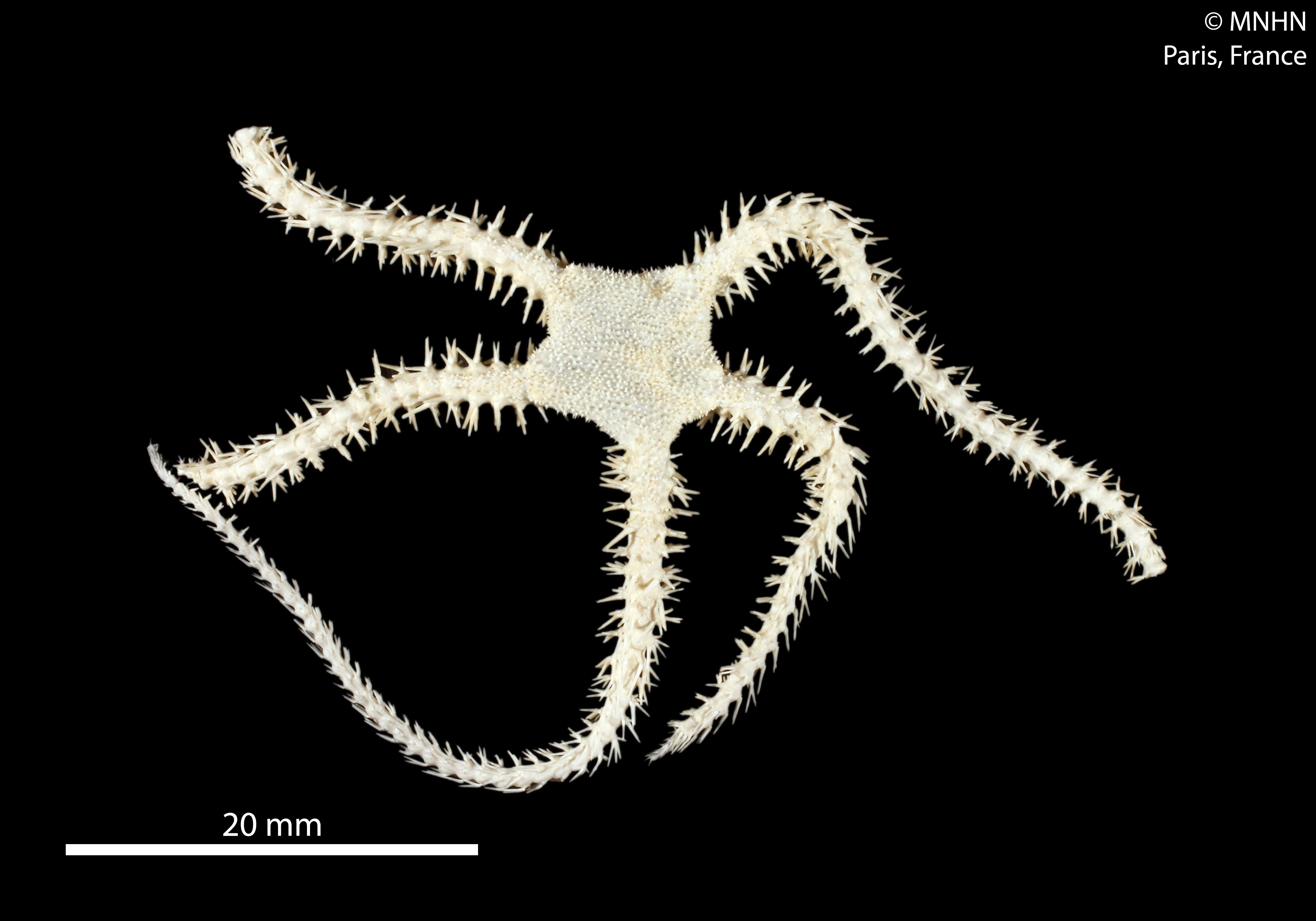
Ophiacantha antarctica (MNHN)
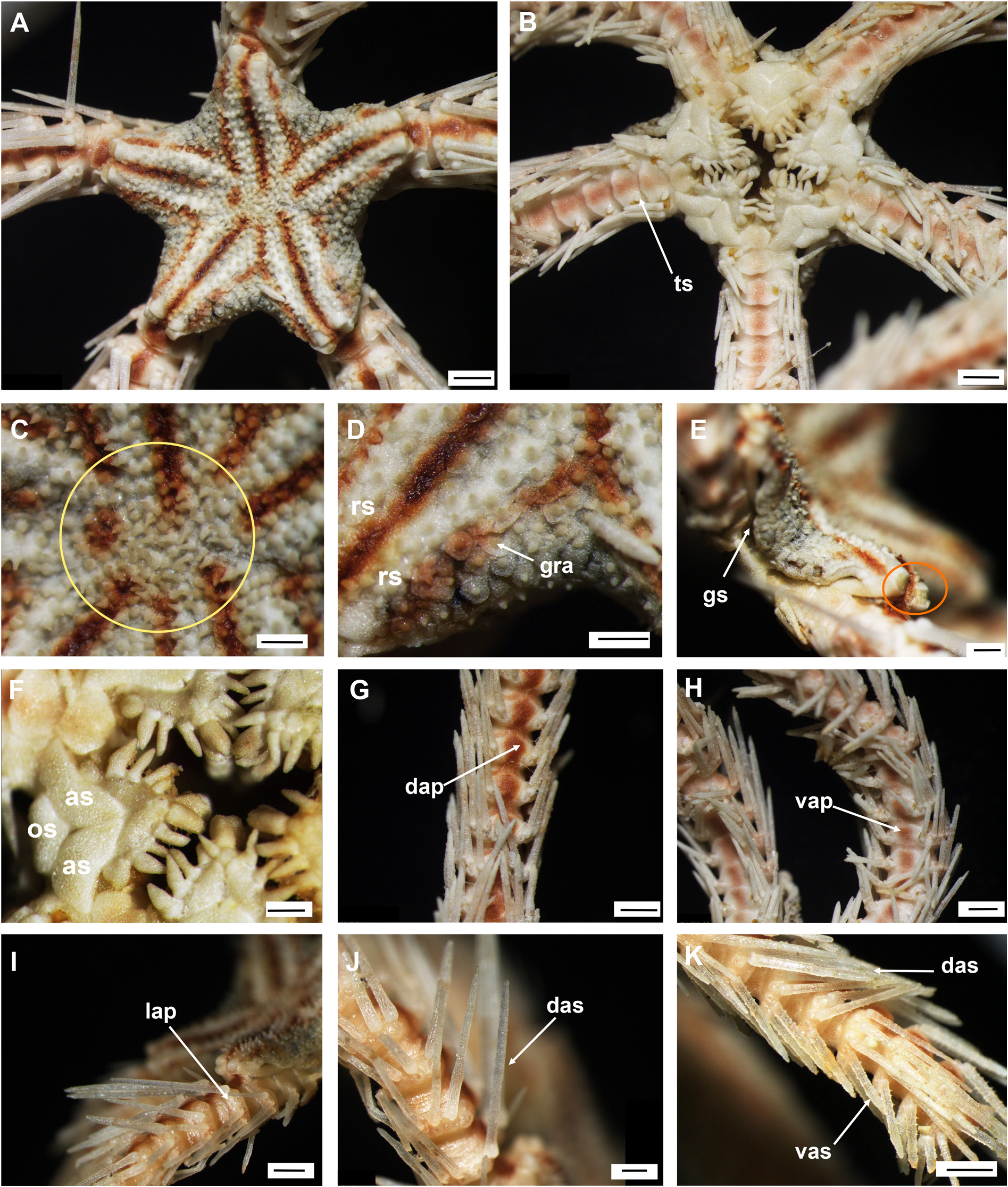
Ophiacantha aster
Ophiacantha baccata
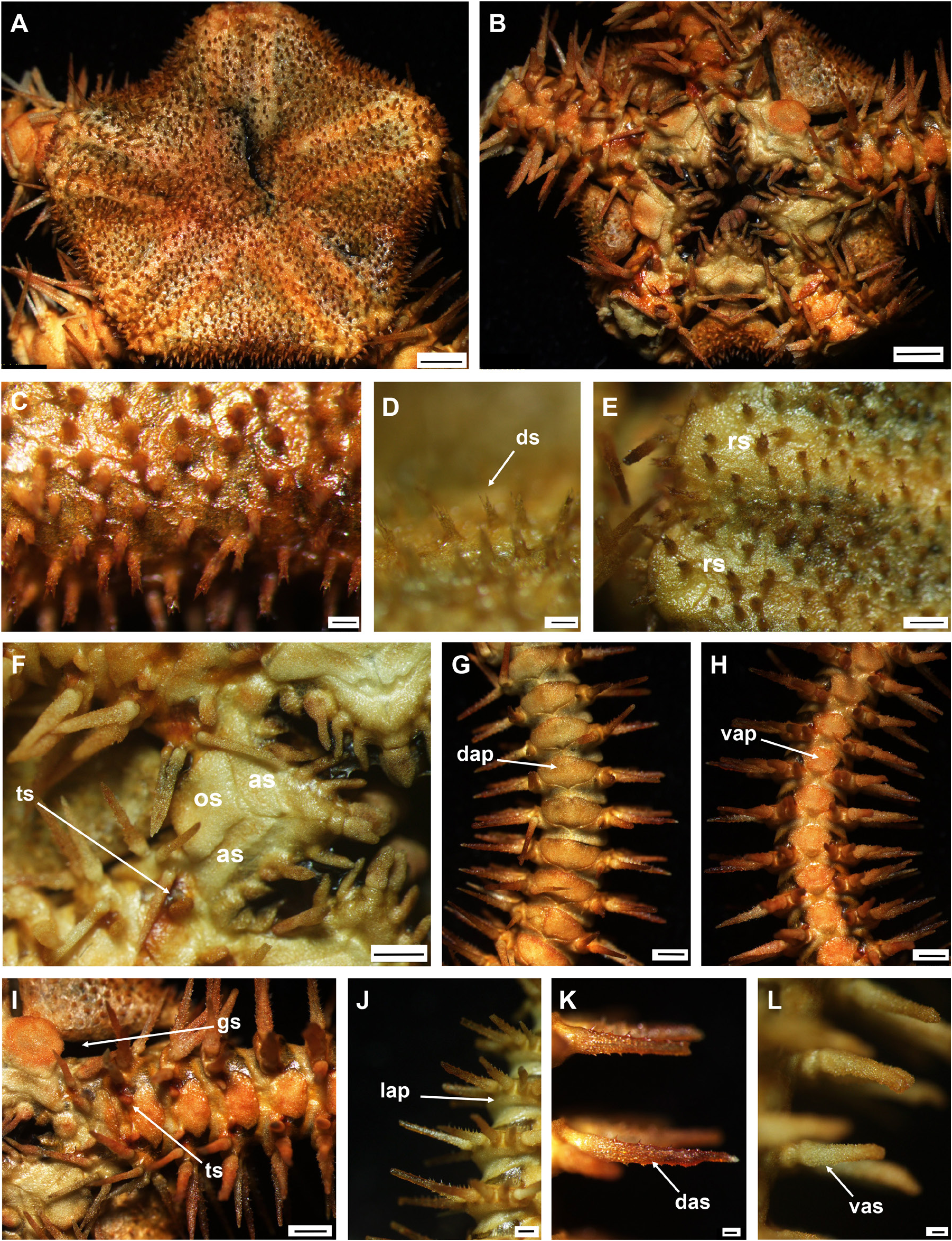
Ophiacantha bathybia
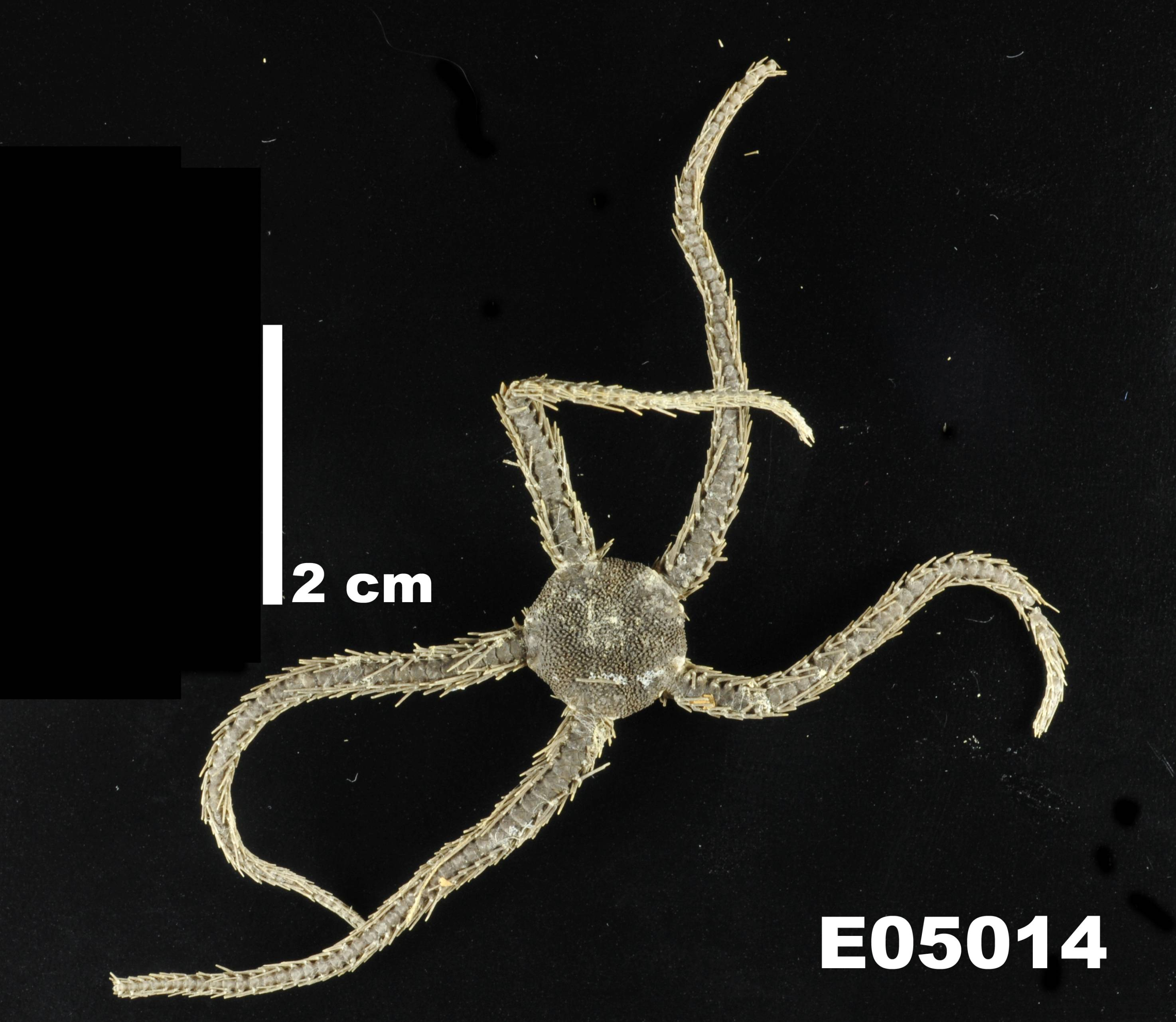
Ophiacantha bidentata (USNM)
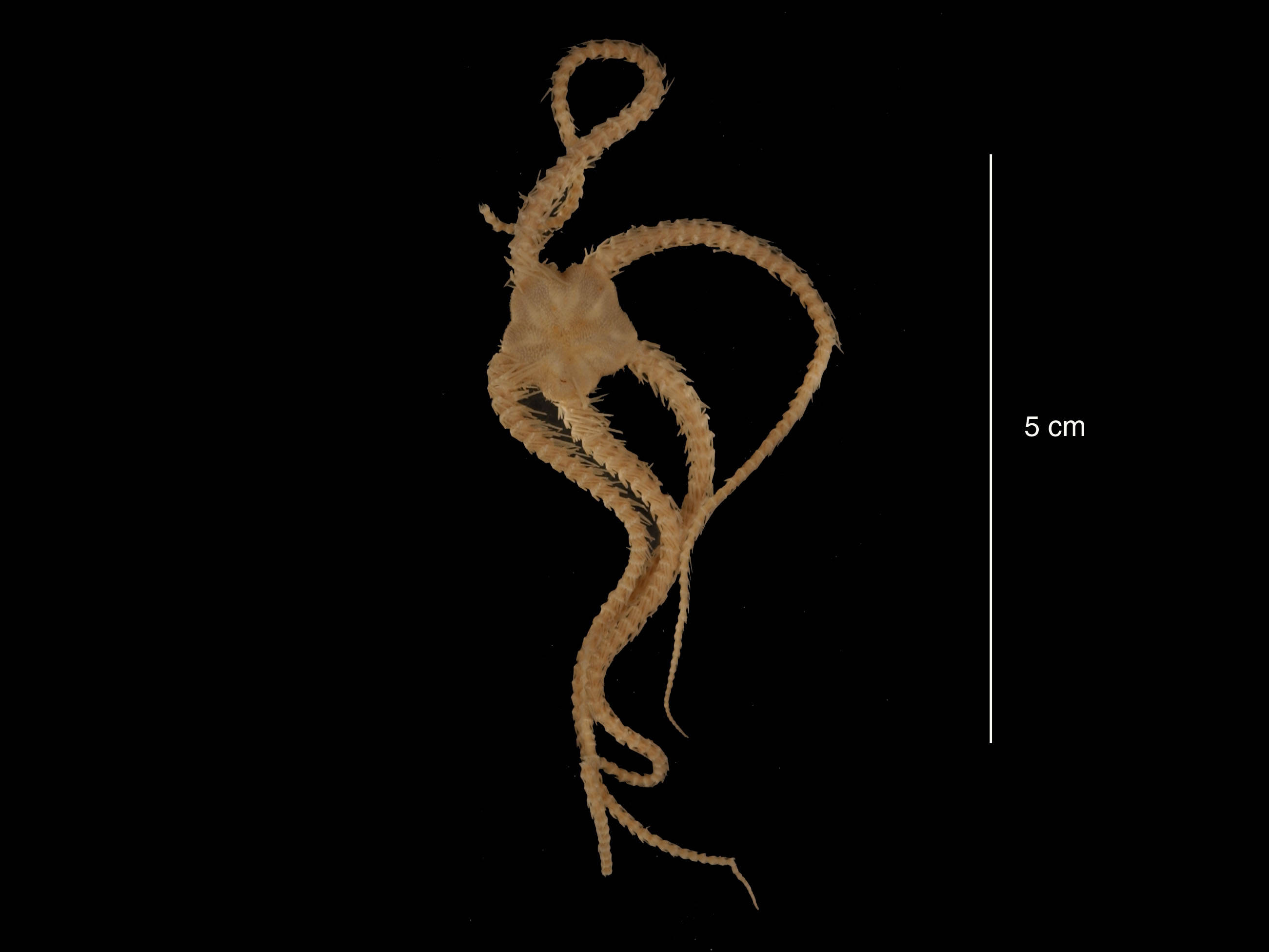
Ophiacantha cosmica (USNM)
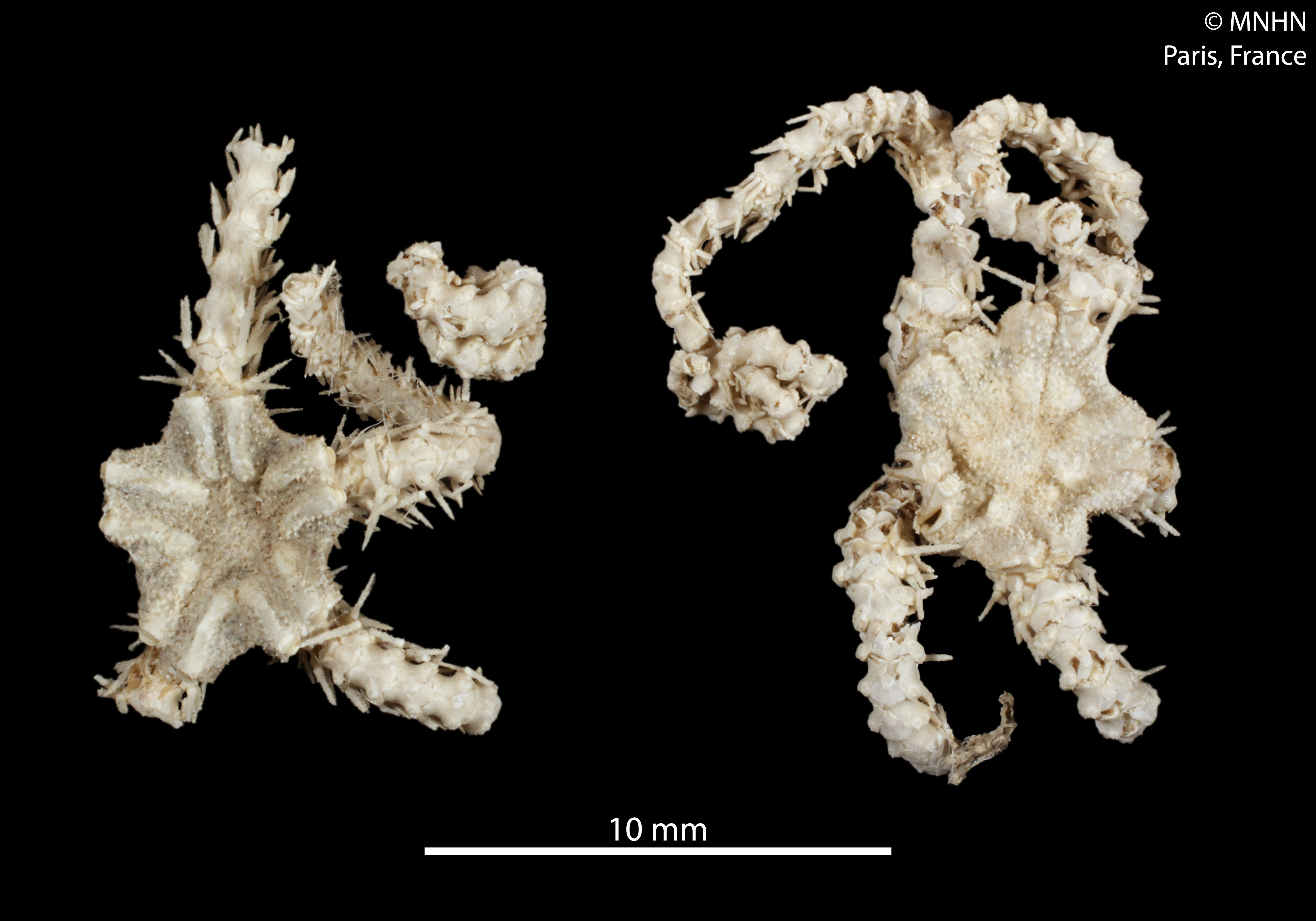
Ophiacantha costata (MNHN)
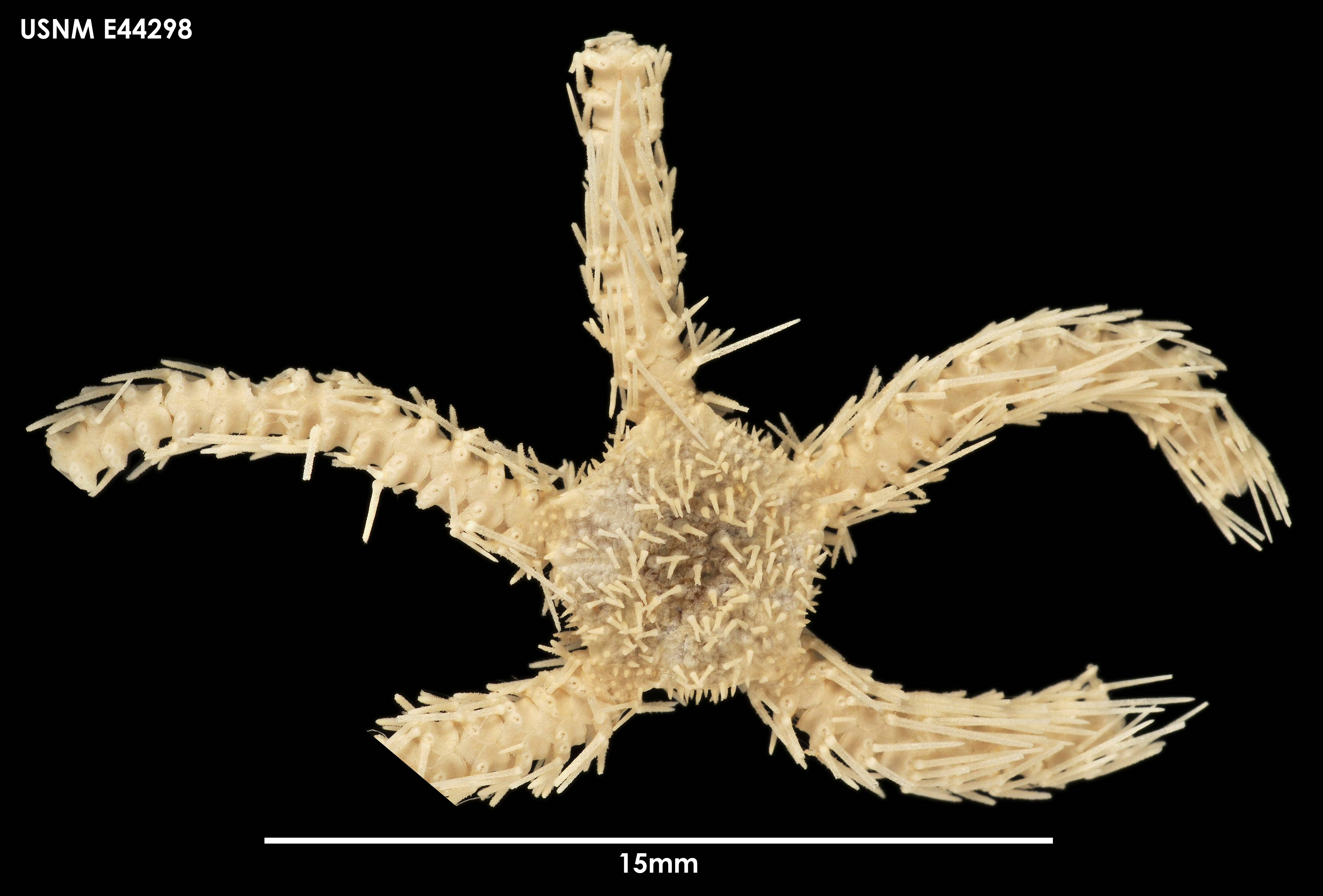
Ophiacantha densispina (USNM)
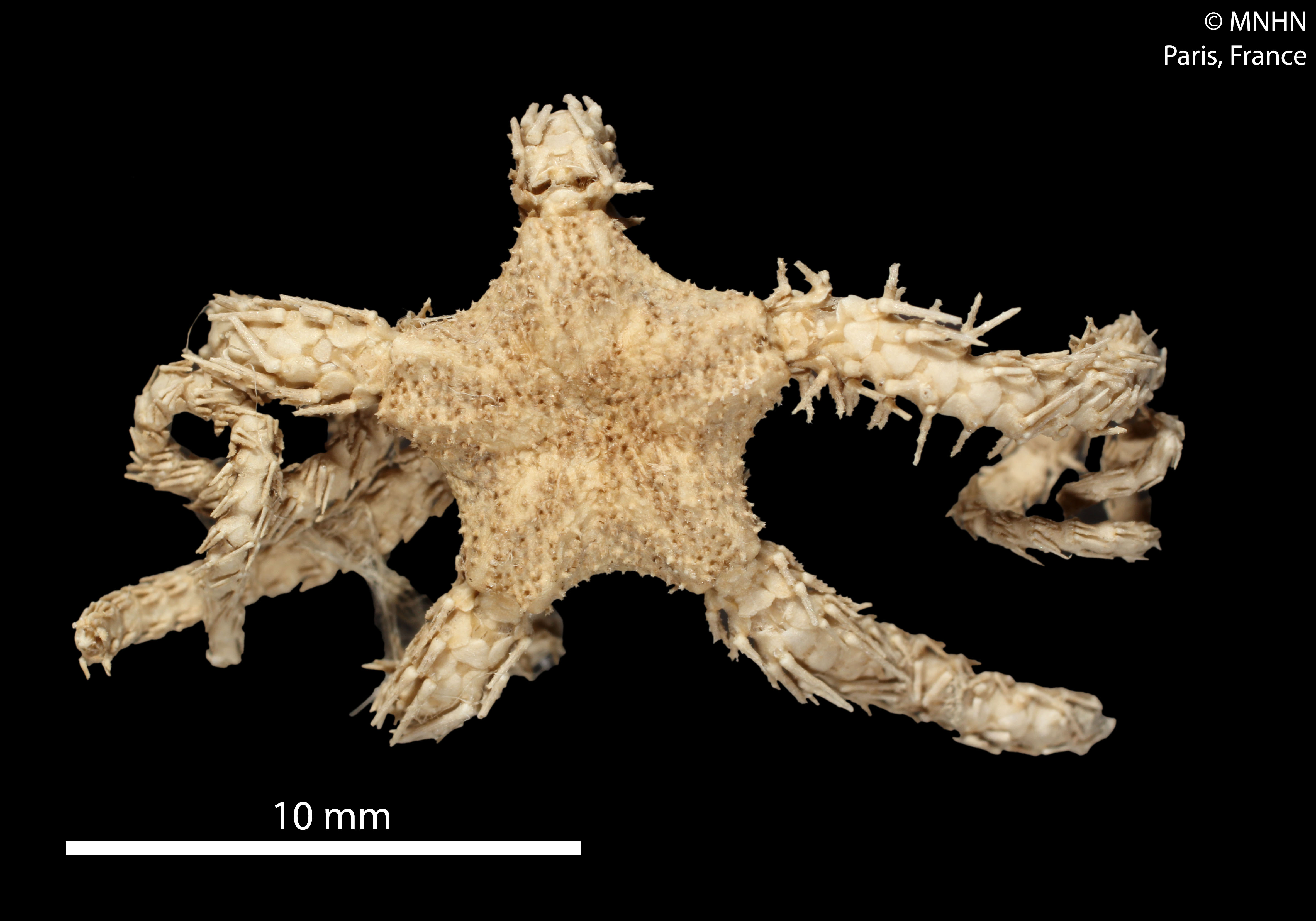
Ophiacantha deruens (MNHN)
Ophiacantha durbanensis (NHMD)
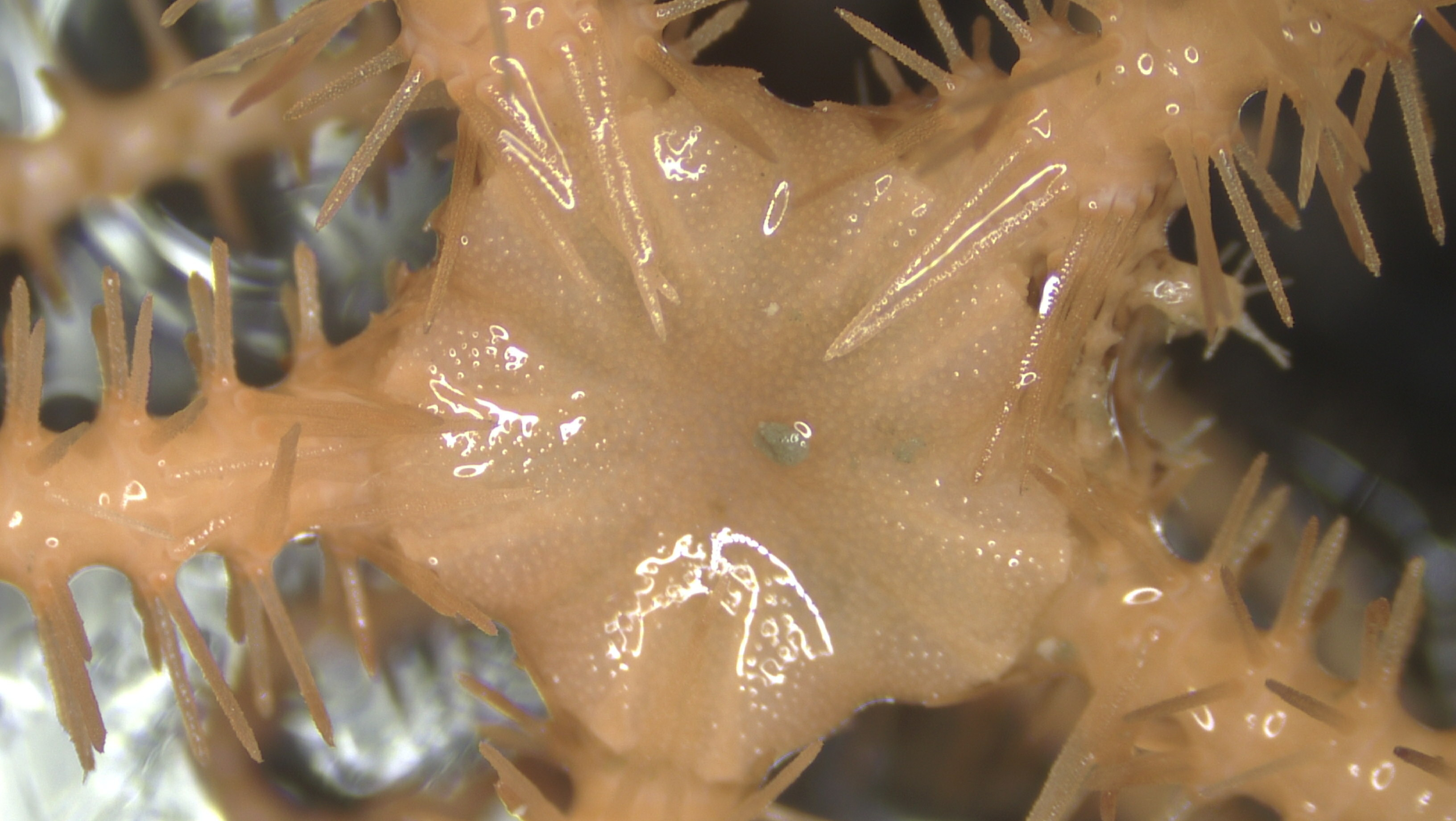
Ophiacantha enopla (NMNH)
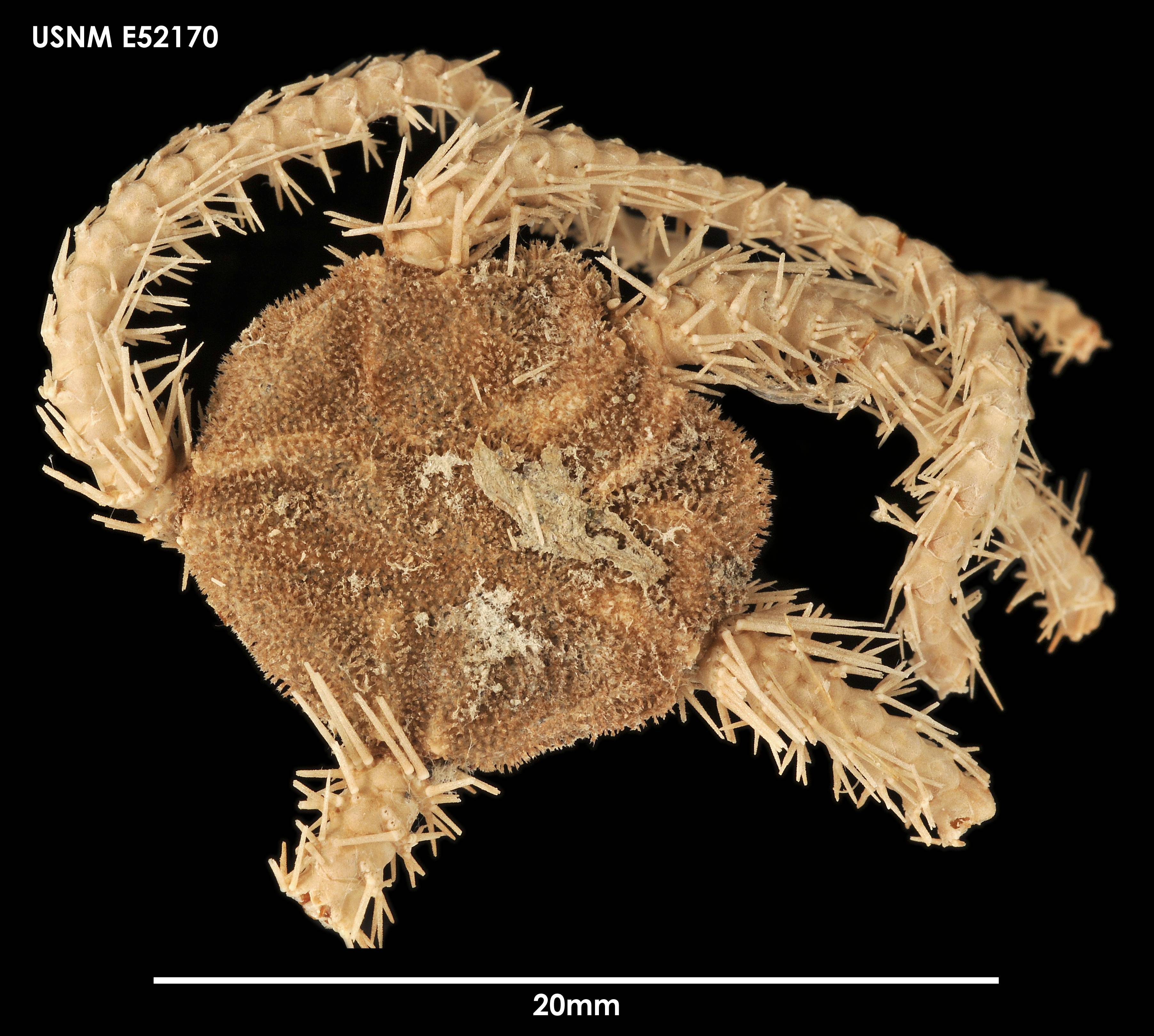
Ophiacantha frigida (USNM)
Ophiacantha helenae (NHMD)
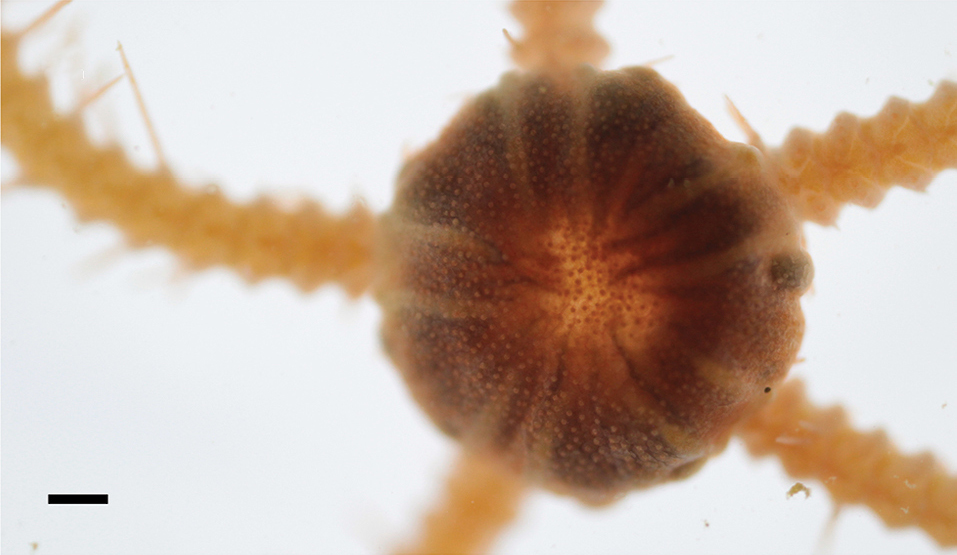
Ophiacantha inconspicua
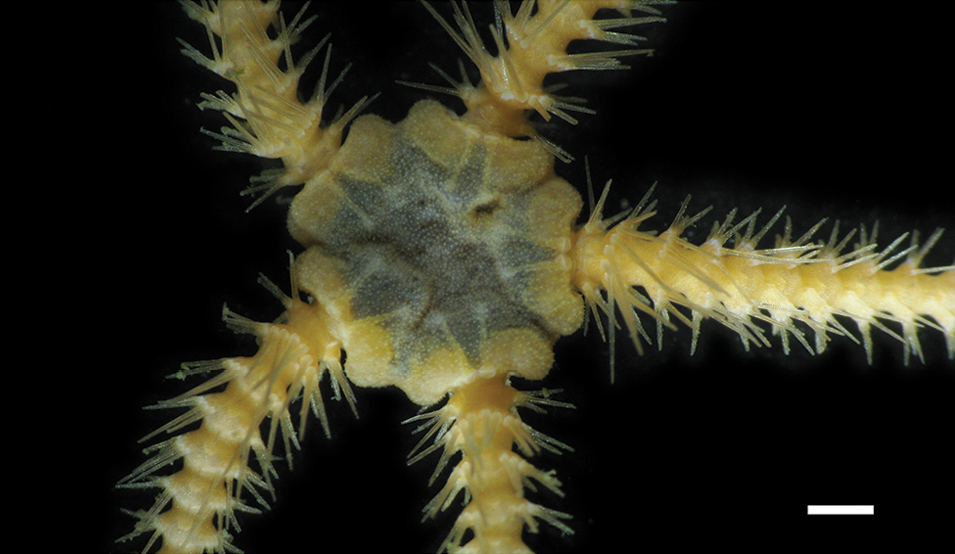
Ophiacantha moniliformis
Ophiacantha nitens (NHMD)
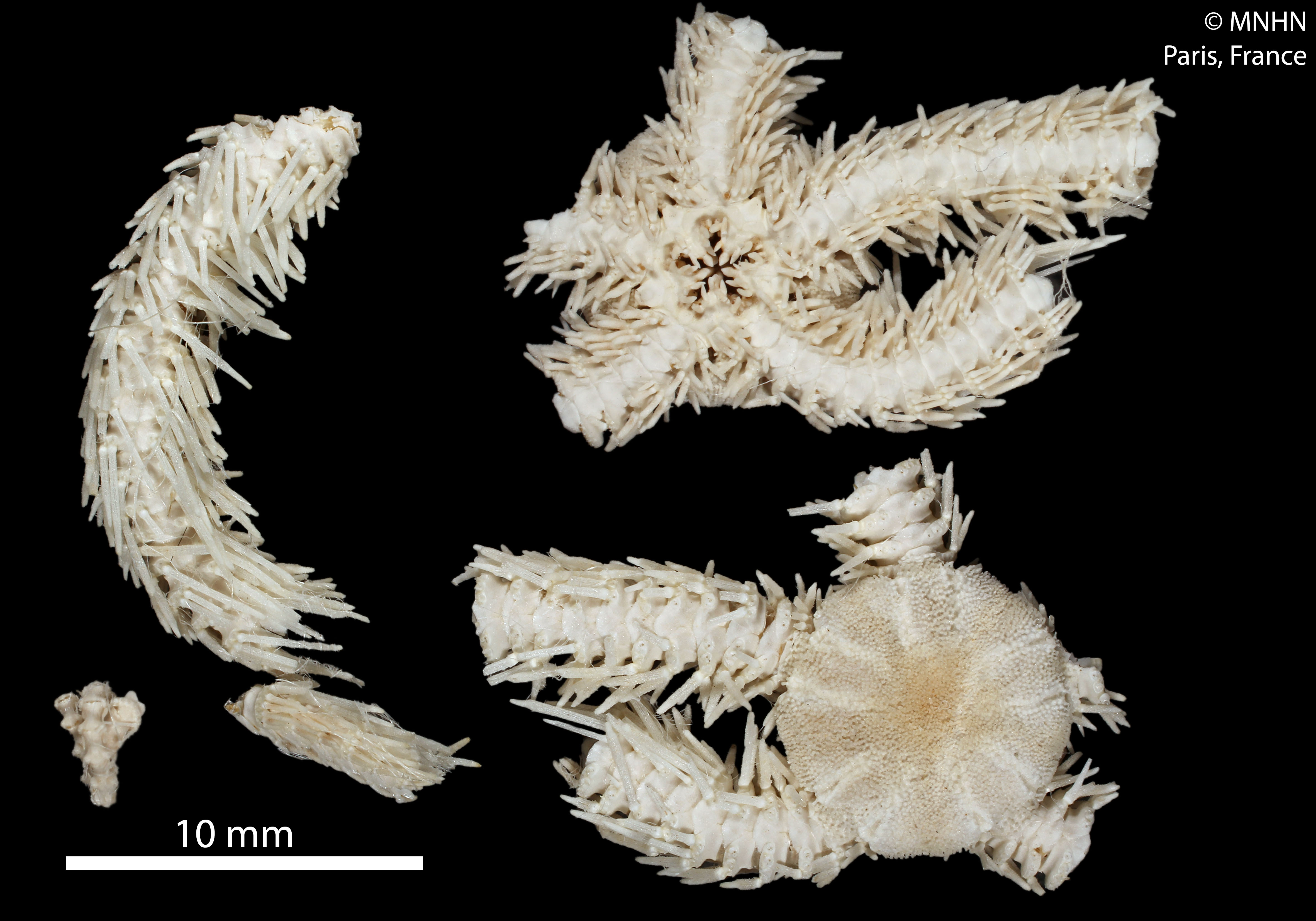
Ophiacantha notata (MNHN)
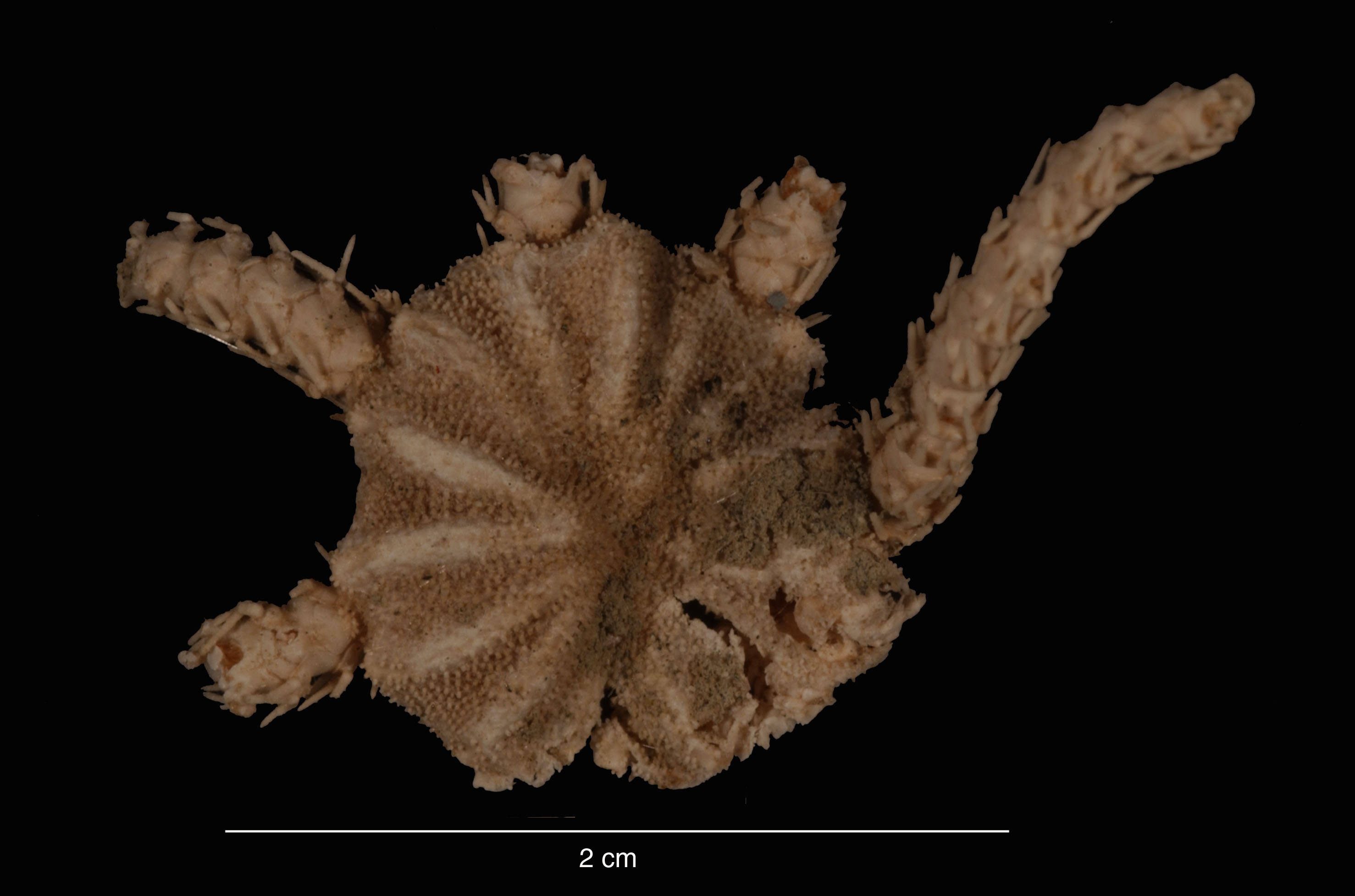
Ophiacantha opulenta (USNM)
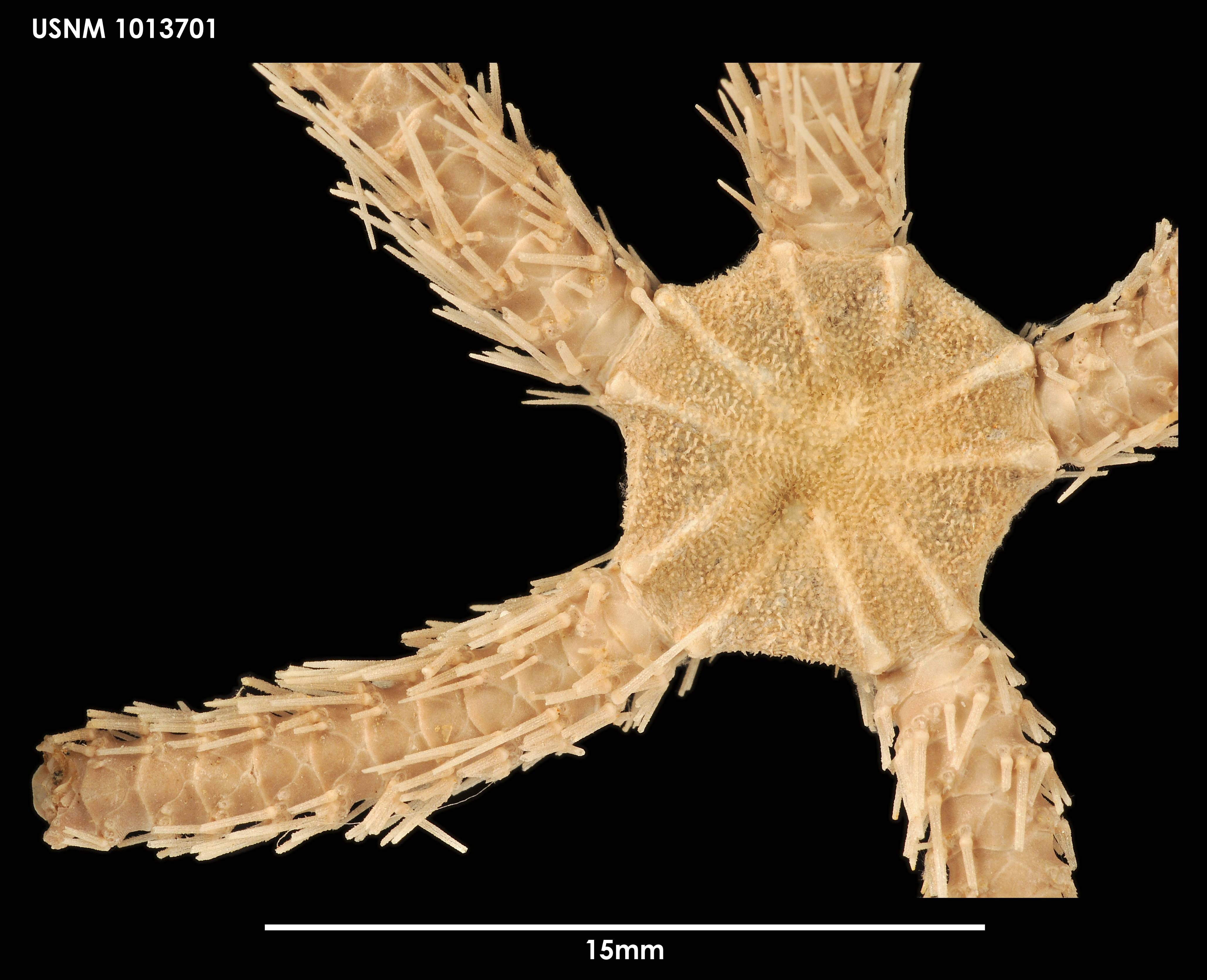
Ophiacantha otagoensis (USNM)
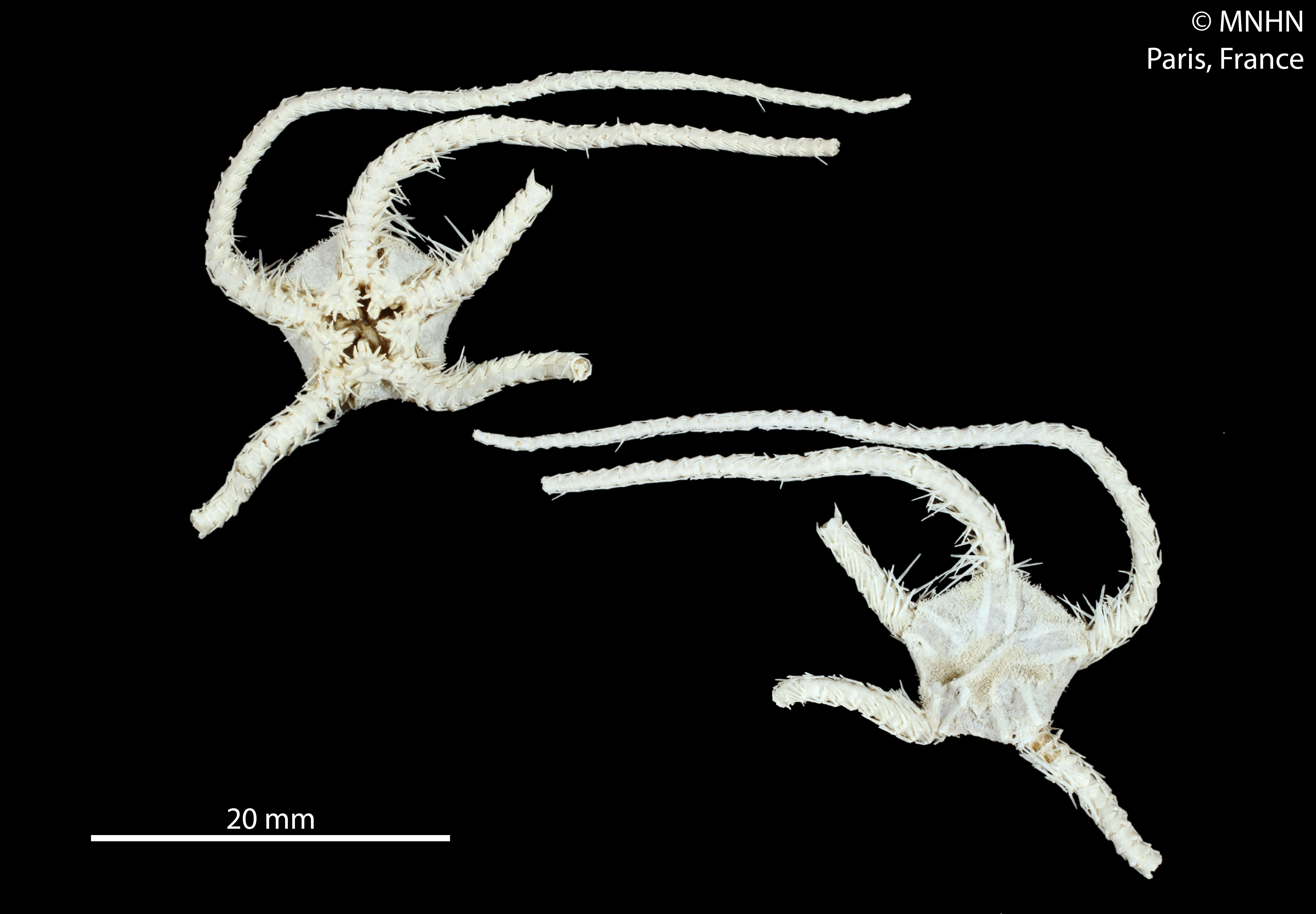
Ophiacantha pacifica (MNHN)
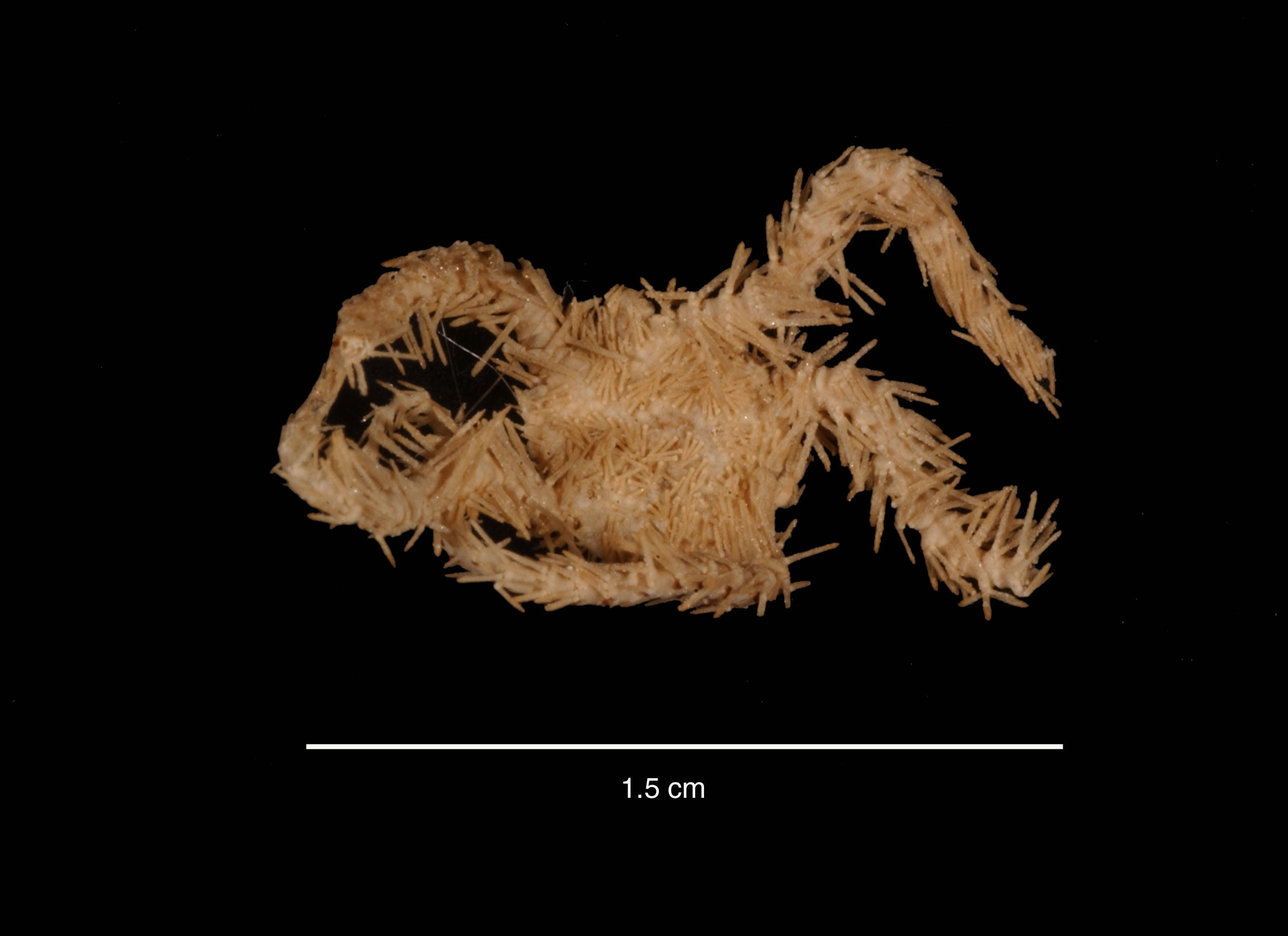
Ophiacantha paramedea (USNM)
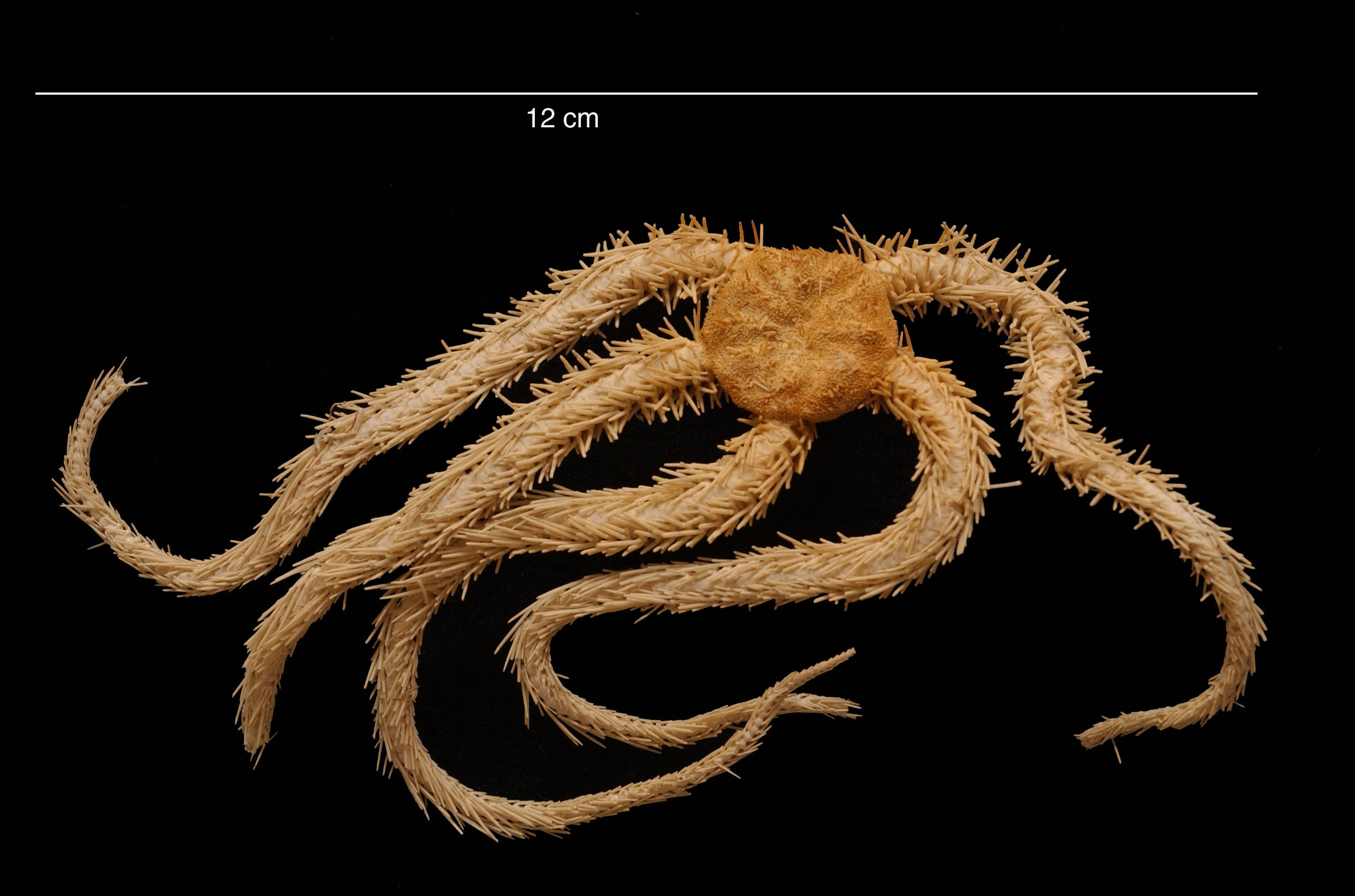
Ophiacantha pentactis (USNM)
Ophiacantha prolata (NHMD)
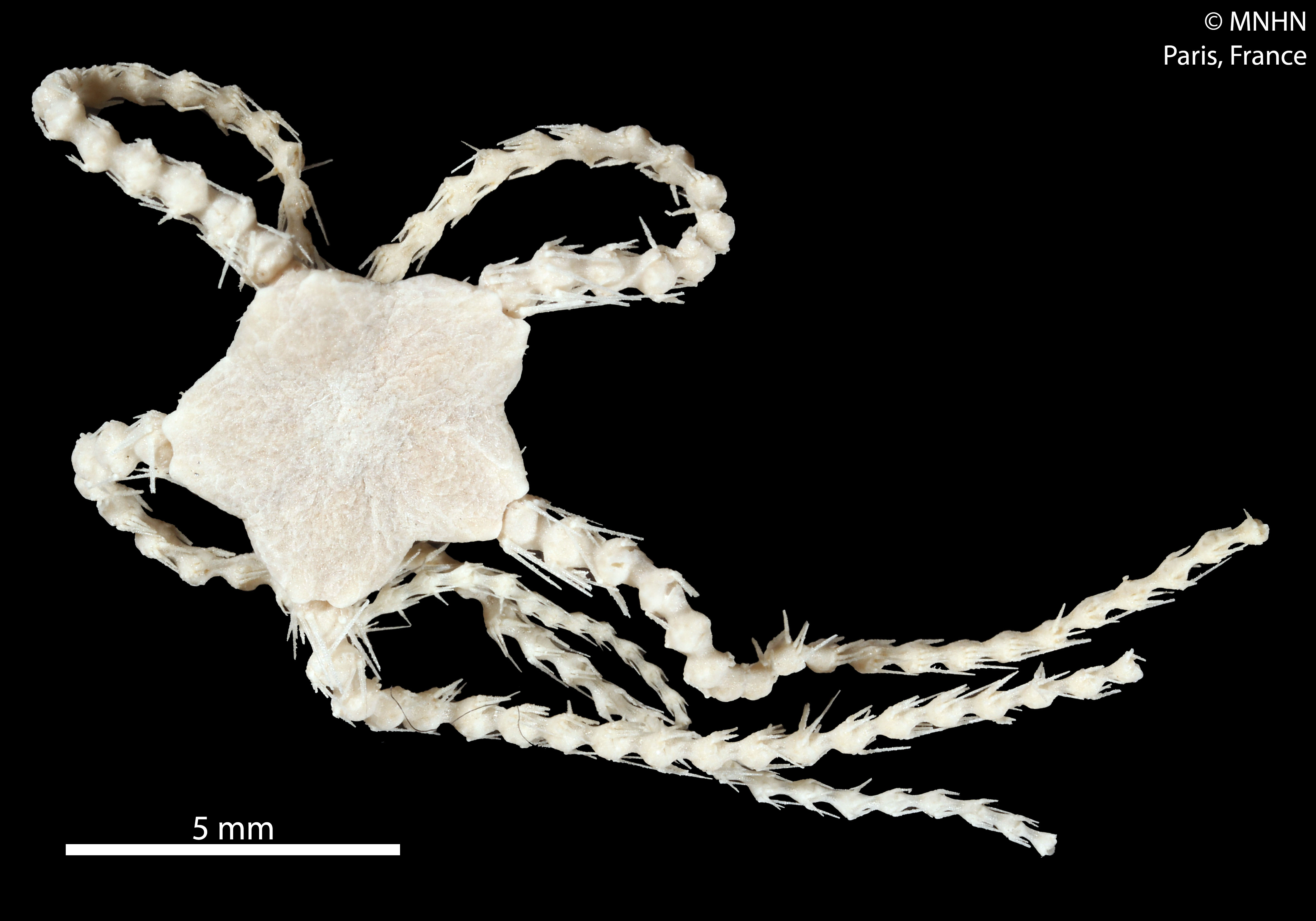
Ophiacantha renekoehleri (MNHN)
Ophiacantha scutigera (NHMD)
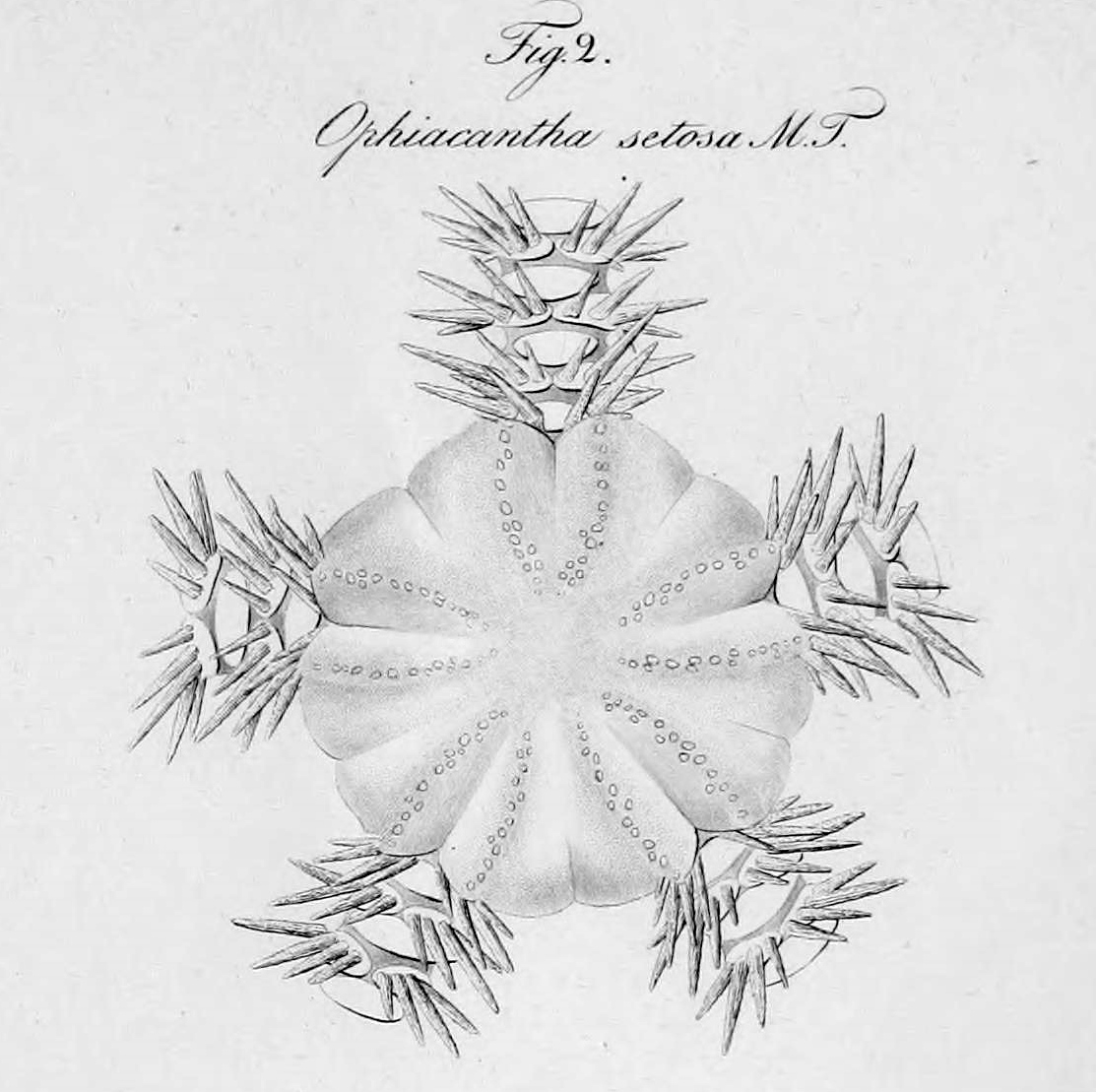
Ophiacantha setosa
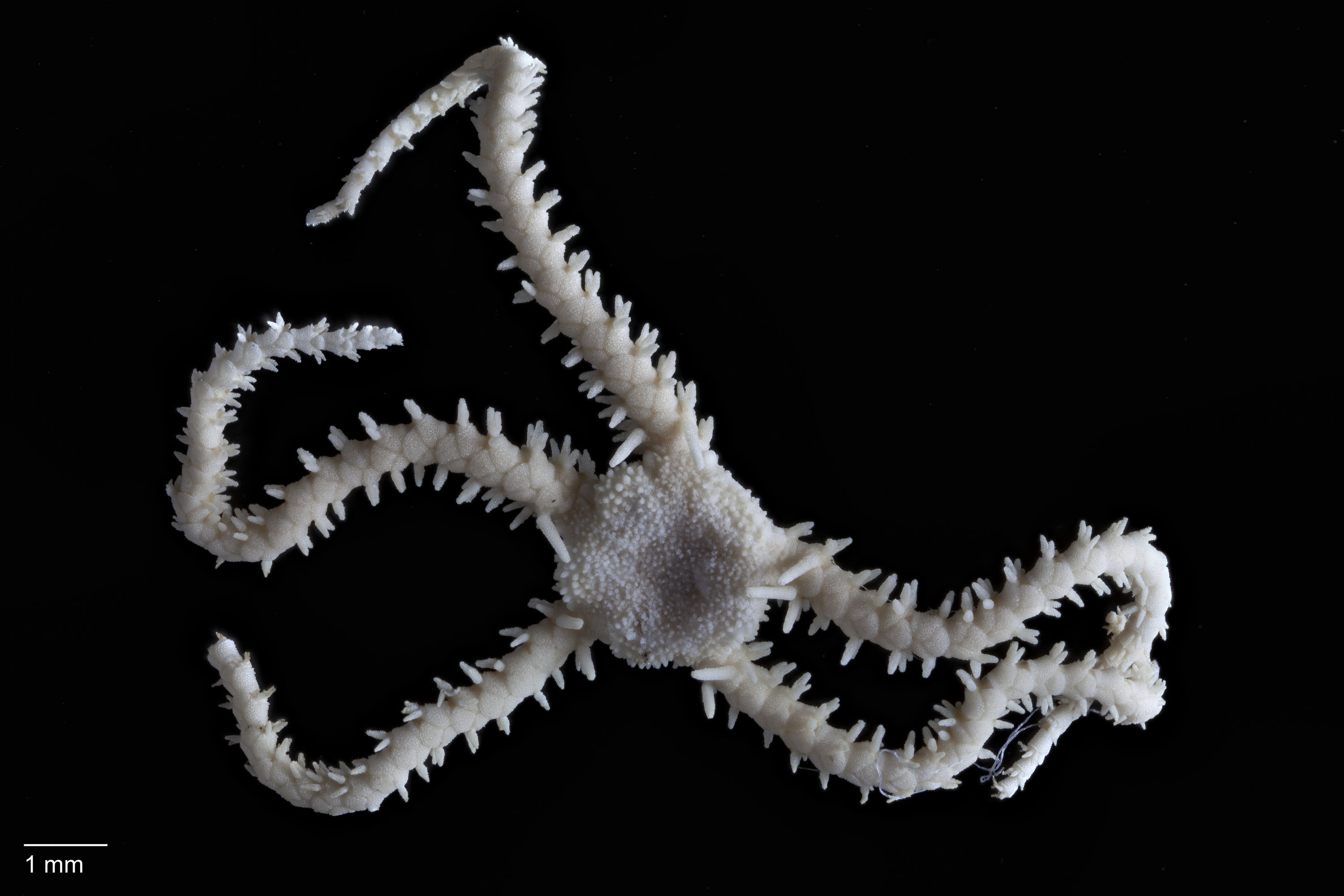
Ophiacantha shepherdi
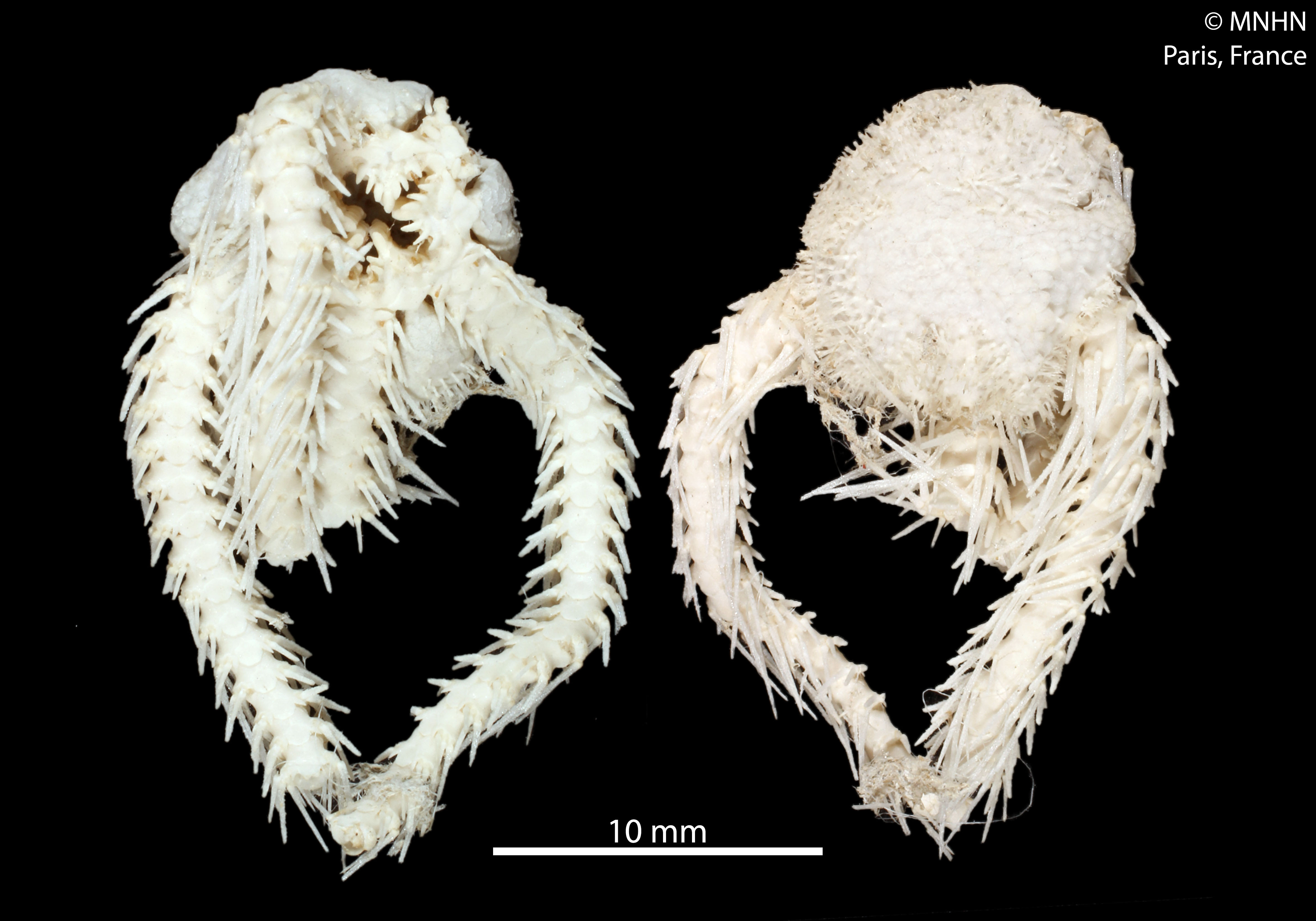
Ophiacantha spinifera (MNHN)
Ophiacantha spinosella (NHMD)
Ophiacantha striolata (NHMD)
Ophiacantha trivialis (NHMD)
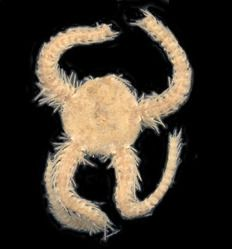
Ophiacantha varispina
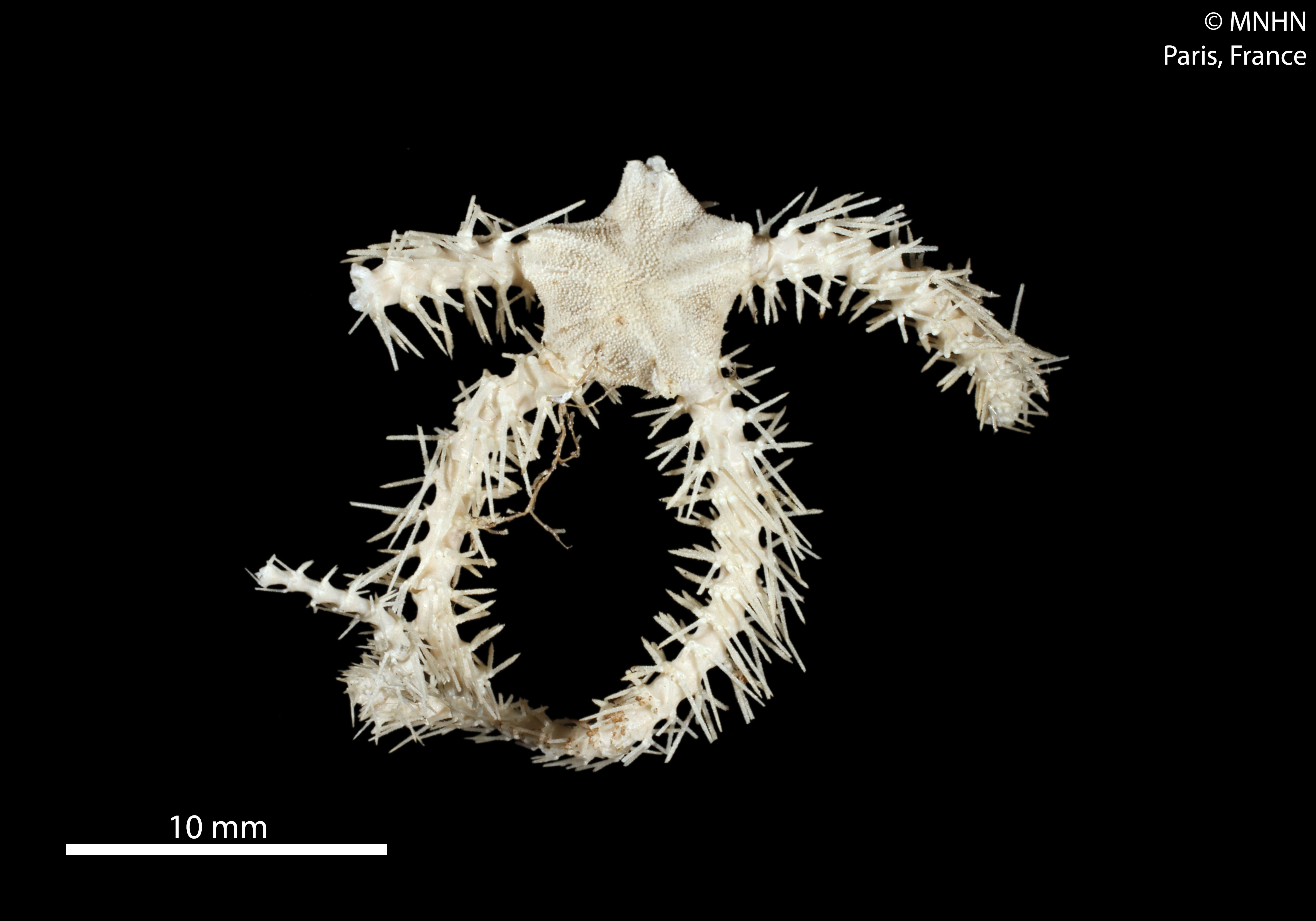
Ophiacantha veterna (MNHN)
Ophiacantha vilis (NHMD)
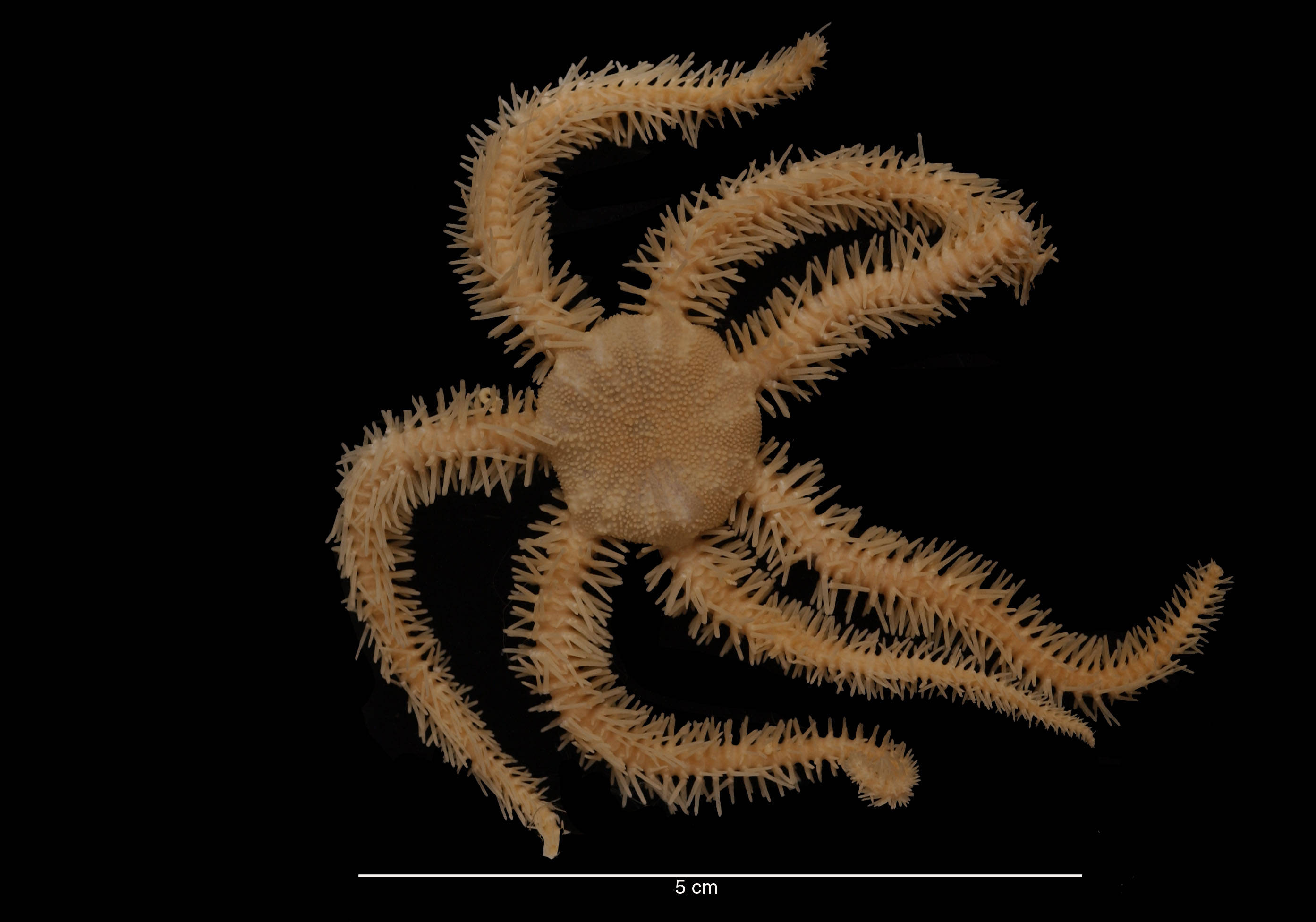
Ophiacantha vivipara (USNM)
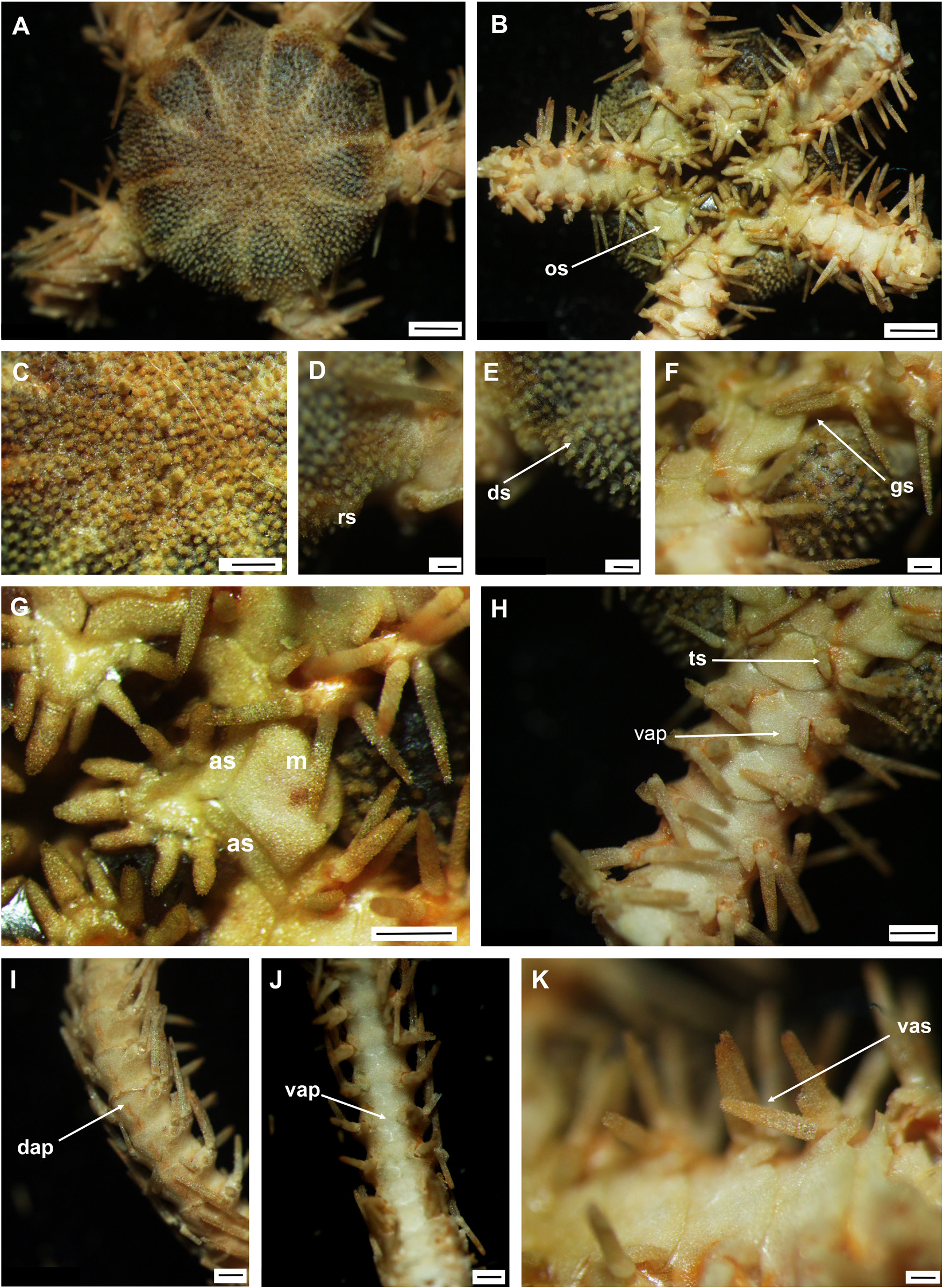
Ophiacantha vorax